# Femizid

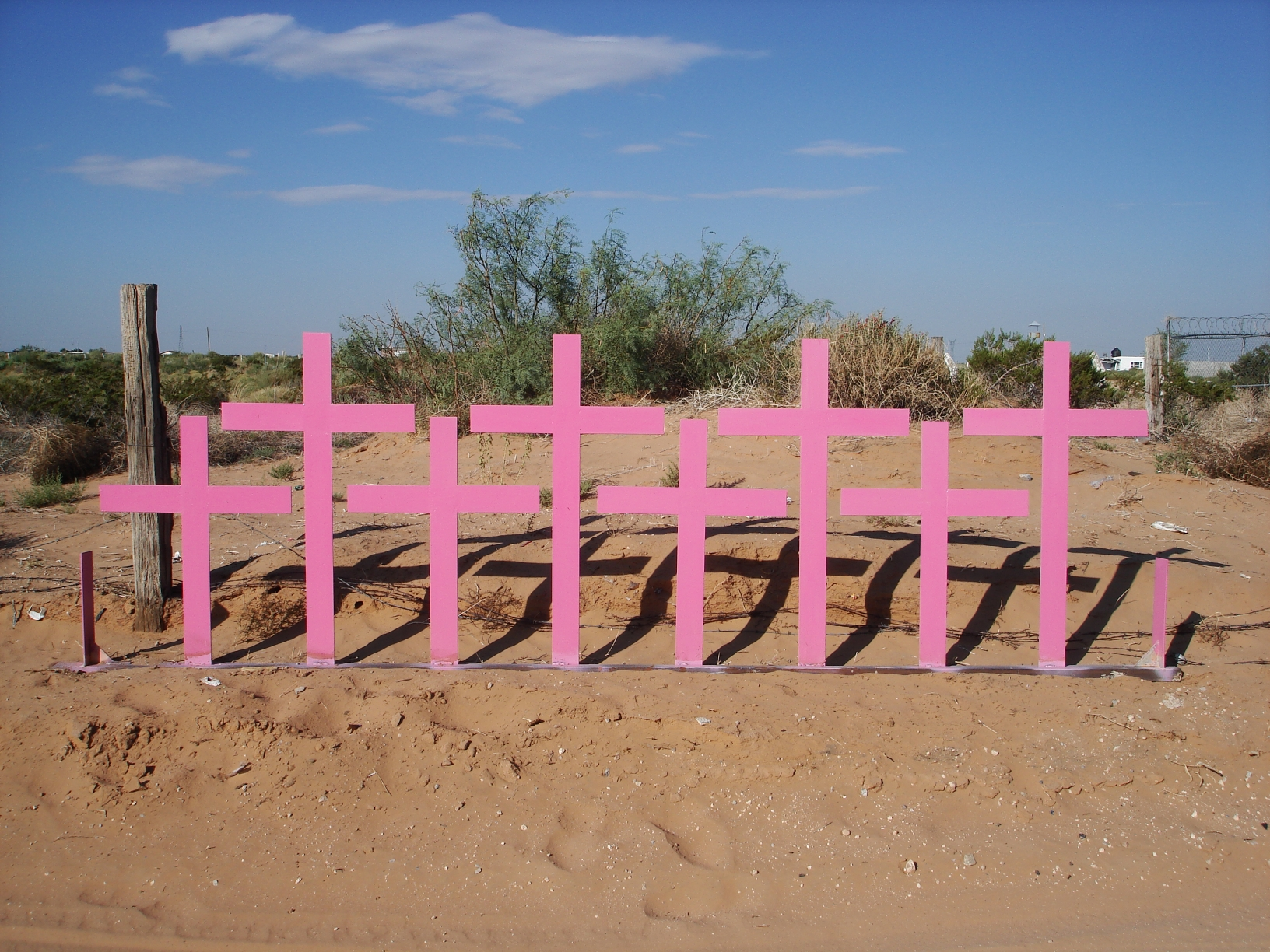
Kreuze in Lomas del Poleo Planta Alta (Ciudad Juárez, Mexiko) an dem Ort, an dem 1996 acht Leichen von Frauen gefunden wurden, die Opfer eines Femizids wurden

Als Femizid bezeichnet man die Tötung von Frauen oder Mädchen als extreme Form geschlechtsbezogener Gewalt, die im Kontext patriarchaler Geschlechterdifferenzen verübt wird. Der von Feministinnen geprägte Begriff fand ab den 1990er Jahren zunächst in den USA Verbreitung. Mehrere wissenschaftliche Disziplinen, darunter die Soziologie, die Epidemiologie und die öffentliche Gesundheitspflege, entwickelten Ansätze, um Tötungsdelikte an Frauen im Hinblick auf Kontexte, Täterprofile, Risiko- und Schutzfaktoren zu analysieren. Die einzelnen Disziplinen entwickelten jeweils eigene Definitionen für das Vorliegen eines Femizids. Im deutschen Recht ist Femizid kein eigener Straftatbestand, sondern wird unter die Tatbestände Mord oder Totschlag subsumiert.
Man unterscheidet Femizide nach Tötung durch einen Intimpartner (Intim-Femizide), Mord im Namen einer „Ehre“, Mitgift-bezogenem und nicht-intimem Femizid. Weltweit wurden im Jahr 2017 zwar fünfmal soviele Männer ermordet wie Frauen, jedoch waren bei den Morden durch einen Intimpartner oder die Familie fast zwei Drittel der Opfer Frauen. Im Jahr 2017 fielen weltweit 1,3 von 100.000 Frauen in der Bevölkerung einem intimen oder familiären Femizid zum Opfer.
Ab den 2000er Jahren verwendeten lateinamerikanische Aktivisten und Feministinnen das Konzept in abgewandelter Form („Feminicidio“), um die Gewalt gegen Frauen in Lateinamerika anzuprangern. Sie fassten den Feminicidio als Staatsversagen auf. Ab 2009 griffen die Vereinten Nationen das Konzept auf, da – wie die UN-Sonderberichterstatterin zu Gewalt gegen Frauen Rashida Manjoo konstatierte – die Gewalt gegen Frauen alarmierende Ausmaße erreicht hatte. Im Jahr 2015 etablierte Manjoos Nachfolgerin Dubravka Šimonović die Femicide Watch. Sie rief alle Länder auf, regelmäßig zum Internationalen Tag zur Beseitigung von Gewalt gegen Frauen am 25. November statistische Berichte zum Femizid und zu dessen Strafverfolgung vorzulegen.

## Geschichte und Definitionen

Mord im Haus, 1890, von Jakub Schikaneder. Schikaneder malte diese Geschichte eines Frauenmordes in den unteren Gesellschaftsschichten auf eine mehr als zwei Meter hohe und drei Meter breite Leinwand. Damit stellte er das Bild und sein Motiv von der Wichtigkeit her mit Historienbildern gleich. Diese Werke werden allgemein aufgrund ihrer unterstellten Bedeutung für die Gesellschaft großformatig ausgeführt.

In Anlehnung an lateinisch femina („Frau“) und caedere („töten“) wurde der englischsprachige Begriff femicide zu Beginn des neunzehnten Jahrhunderts in England erstmals geprägt. Ein Rechtslexikon von 1848 definierte den Begriff als „die Tötung einer Frau“ („the killing of a woman“). Der Neologismus blieb bis in die 1970er Jahre weitgehend ungenutzt. Dann prägten Feministinnen den Begriff unabhängig von der alten Verwendung neu und gaben ihm eine politische, feministische Bedeutung. 1976 gebrauchte die Soziologin Diana E. H. Russell den Begriff erstmals öffentlich beim Internationalen Tribunal zu Gewalt gegen Frauen in Brüssel. Zu diesem Zeitpunkt verwendete sie ihn, wie sie später schrieb, implizit im Sinne von „von Männern verübte Hasstötungen von Frauen“ (im Original „hate killing of females perpetrated by males“).
Ab Anfang der 1990er Jahre fand der Begriff Verbreitung. 1990 veröffentlichten Jane Caputi und Diana Russell den Artikel „Femicide: Speaking the Unspeakable“ in der feministischen Zeitschrift Ms., in dem sie den Amoklauf an der Polytechnischen Hochschule Montréal im Jahr 1989, bei dem der Täter gezielt Studentinnen getötet hatte, als Femizid analysierten. 1992 gaben Jill Radford und Diana Russell eine Aufsatzsammlung mit Beiträgen heraus, die von häuslichem Femizid in den USA über rassistische tödliche Gewalt gegen afrikanisch-amerikanische Frauen und Serienmorden an Frauen bis hin zu Hexenjagden in der Vergangenheit reichten. In der Einleitung charakterisierte Jill Radford den Begriff femicide kurz als „die misogyne Tötung von Frauen durch Männer“ (im Original „the misogynist killing of women by men“) und bezog ihn explizit auf sexuelle Gewalt. Im gleichen Jahr veröffentlichte Karen Stout den ersten wissenschaftlichen Artikel, der die Tötung von Frauen durch ihre Partner als Femizid behandelte. Sie empfahl für die Analyse einen „ökologischen Rahmen“ (im Original „ecological framework“), der die verschiedenen Prozessebenen (Mikro-, Meso- und Makroebene) integrierte, was in der wissenschaftlichen Forschung zum Femizid aufgegriffen wurde.
Sprachwissenschaftlich wäre die Wortbildung „Feminizid“ korrekt gewesen, allerdings kann das bereits in der Antike nachgewiesene homicidium („Totschlag, Mord“, zu homo, Gen. hominis, „Mensch“) als Analogie gedient haben.

### Ansätze zur Analyse von Femizid
Die Veröffentlichungen im Jahr 1992 wirkten bahnbrechend. Nach diesem Jahr etablierte sich der Begriff Femizid sowohl als politisches Konzept als auch für die wissenschaftliche Forschung dazu. In den folgenden Jahren verwendeten Forscherinnen und Forscher fünf grundsätzlich verschiedene Ansätze, um den Femizid zu analysieren: den feministischen Ansatz, den soziologischen Ansatz, den kriminologischen Ansatz, den Menschenrechts-Ansatz und den dekolonialen Ansatz. Jeder Ansatz führte zu einer eigenen Definition des Begriffs Femizid.

#### Feministischer Ansatz
In diesem Ansatz untersuchten Feministinnen die Gesellschaft als Patriarchat, in der Männer dominieren, was zur Diskriminierung von Frauen bis hin zu ihrer Tötung führt. Im Patriarchat sei die Diskriminierung von Frauen kulturell sanktioniert und in alle gesellschaftlichen Institutionen eingebettet. Als Fakten wurden Fälle von Gewalt gegen Frauen, Vergewaltigung und Femizid, aber auch die ungleiche Verteilung der Beschäftigungsquote, Lohn- und Statusunterschiede zwischen den Geschlechtern und vieles mehr angeführt. Zu den wichtigen Vertreterinnen dieses Ansatzes gehören Diana Russell und Roberta Harmes, die 2001 eine weitere wichtige Aufsatzsammlung zur Femizid-Thematik vorlegten, Femicide in global perspective, in der sie die Definition des Begriffs femicide verfeinerten zur „Tötung von Frauen durch Männer, weil sie Frauen sind“ (im Original „the killing of females by males because they are female“). Russell und Harmes wählten diese Definition, um alle Ausprägungen des männlichen Sexismus abzudecken. Russell bezeichnet die Tötungen von Frauen durch Frauen, weil sie Frauen sind, als „Female-on-female murders“ und grenzt diese bewusst vom Begriff Femizid ab.
Wissenschaftlerinnen kritisierten am feministischen Ansatz zum einen, dass Unterschiede und Veränderungen der Geschlechterverhältnisse ausgeblendet werden. Zum anderen mache der Ansatz jede Frau unterschiedslos zu einem potenziellen Opfer und verhindere eine differenzierte Analyse, aus der Gegenmaßnahmen abgeleitet werden könnten. Die Allgemeinheit der Hypothese erschwere es, das Ausmaß zu quantifizieren.

#### Soziologischer Ansatz
Der soziologische Ansatz fokussiert auf die Untersuchung der Umstände des Tötens von Frauen. Für diese Forschungsrichtung war 1998 eine Sonderausgabe der Zeitschrift Homicide Studies ein Wendepunkt, in der Jacquelyn Campbell und Carol Runyan Femizid neu definierten als „alle Tötungen von Frauen, ungeachtet des Motivs oder des Täterstatus“ (im Original „all killings of women, regardless of motive or perpetrator status“). Im Zentrum dieser empirischen Forschung steht die Identifizierung von Kontexten, Falltypen, Täterprofilen und Mordfällen, bei denen die Geschlechterverhältnisse eine wichtige Rolle spielen, aber nicht die einzige Erklärung sind. Es sollen unterschiedliche Fälle und Kontexte identifiziert werden, um herauszufinden, wie der gewaltsame Tod von Frauen wirksam verhindert werden kann. Der Ansatz hebt hervor, dass die sozialen Umstände von Frauen und Männern sich unterscheiden und Frauen und Männer von unterschiedlichen Tätertypen ermordet werden. Gerade die Tatsache, dass Frauen überwiegend von ihren Intimpartnern oder in einem familiären Umfeld getötet werden, was bei Männern überwiegend nicht zutrifft, macht Femizid in dieser Sichtweise zu einem sozialen Phänomen.

#### Kriminologischer Ansatz
Der kriminologische Ansatz behandelt Femizid als eine Untergruppe der Tötungsdelikte. Dieser Ansatz wird seit Anfang der 2000er Jahre verfolgt, vor allem in Zusammenarbeit mit den Disziplinen Epidemiologie und öffentliche Gesundheitspflege. Hier ist eine klare und trennscharfe Definition und Anwendung des Begriffs Femizid sekundär. Die Autorinnen und Autoren dieser Disziplin verwenden in wissenschaftlichen Veröffentlichungen oftmals die Begriffe Femizid und Tötung von Frauen synonym. Manche schränken dies auf „Tötung einer erwachsenen Frau“ ein, andere berücksichtigen nur die Tötung einer Frau durch ihren aktuellen oder ehemaligen Intimpartner. Noch andere verwenden eigene, spezifischere Begriffe wie „tödliche Gewalt in der Partnerschaft“ (im Original „lethal intimate partner violence“). Zum Teil wird der Begriff vermieden, aber inhaltlich äquivalent verwendet, wie zum Beispiel vom Handbook of European Homicide Research von 2012, das „Tötungsdelikte an Frauen“ (im Original „female homicide“) analysiert. Die Studien dieses Ansatzes untersuchen detailliert Tötungen von Frauen in Bezug auf Alter, Ethnie, Staatsbürgerschaft der Opfer und Grad der gesellschaftlichen Gleichstellung. Ungeachtet der unterschiedlichen Terminologie gibt es bei den Forscherinnen und Forschern dieser Richtung den Konsens, dass nicht weniger als 50 % der Femizide von Intimpartnern durch eine Vorgeschichte häuslicher Gewalt charakterisiert sind. Die stärksten Prädiktoren für das tödliche Risiko bestehen auf individueller Ebene. Fortschritte bei der Gleichstellung der Geschlechter verringerten tendenziell das Risiko, doch könnte es zu Gegenreaktionen kommen, wenn Frauen beginnen, den gleichen Status wie Männer zu erreichen.
Die fortschreitende Aufweichung und Verallgemeinerung der Femizid-Definition beim soziologischen und kriminologischen Ansatz wurde kritisiert, da das Konzept auf diese Weise seiner politischen Bedeutung beraubt werde.

#### Menschenrechts-Ansatz
Der Menschenrechts-Ansatz entwickelte sich ab 1993, nachdem die Generalversammlung der Vereinten Nationen die Resolution Erklärung über die Beseitigung der Gewalt gegen Frauen beschlossen hatte. Die Erkenntnis, dass Femizide weltweit zunahmen und ungestraft blieben, veranlasste den Academic Council of the United Nations System (ACUNS) in Wien, regelmäßig Symposien zum Thema Femizid durchzuführen. Das Ziel der Symposien war, die Mitgliedsstaaten zu bewegen, institutionelle Initiativen zur Verbesserung der Femizid-Prävention und des rechtlichen Schutzes für Überlebende der Gewalt zu ergreifen. ACUNS beschreibt Femizid als weitreichendes Phänomen, das Mord, Folter, Ehrenmord, Mitgift-bezogene Tötungen, Kindstötungen, geschlechtsbezogene pränatale Selektion, Genitalverstümmelungen und Menschenhandel umfasst.

#### Dekolonialer Ansatz
Der dekoloniale Ansatz analysiert Fälle von Femizid im Kontext von Kolonialherrschaft, einschließlich sogenannter „Ehrenverbrechen“. Die palästinensische Kriminologin Nadera Shalhoub-Kevorkian von der Hebräischen Universität Jerusalem entwickelte ihn in Bezug auf den Nahen Osten und die nordafrikanischen Länder. Shalhoub-Kevorkian wies darauf hin, dass das Strafrechtssystem sowie der sozio-kulturelle Kontext in den Ländern dieser Regionen dazu beitragen würden, die Täter von Gewaltvergehen an Frauen nicht zu belangen, sondern stattdessen Entschuldigungen für die Taten geltend zu machen. Die weiblichen Opfer würden oftmals für die an ihnen verübten kriminellen Handlungen verantwortlich gemacht. Diese Strafrechtspraxis betrachte an Frauen verübte Verbrechen als private statt als öffentliche Angelegenheiten, die innerfamiliär zu regeln wären. Shalhoub-Kevorkians Recherchen im Gebiet der Palästinensischen Autonomiebehörde zeigten, dass in manchen Fällen Beweise absichtlich falsch interpretiert wurden und Täter geringer bestraft wurden als eigentlich angezeigt. Die diskriminierende Rechtspraxis führte sie auf sozialen und politischen Druck zurück, der auf das Justizsystem ausgeübt würde. Dieses sollte sich mit „wichtigeren“ Themen als Ehrenverbrechen befassen. Sie schrieb: „Einer Nation unter einem politischen Banner zu dienen wird zur Lizenz für das Töten von Frauen, um die Ehre derjenigen zu schützen, die vorgeben, Teil des Kampfes gewesen zu sein.“ (im Original „Serving a nation under a political banner becomes a license to kill females, in order to preserve the honor of those who claim to have been part of the struggle.“). Sie bezog sich auf das Konzept des „Diskurses der kolonialen Vorherrschaft des Westens“ von Leila Ahmed und wies darauf hin, dass „Ehrenmorde“ beispielsweise zu einem Symbol des Widerstands gegen die Kolonisatoren geworden sind.
Bei der Analyse der starken Zunahme der Gewalt gegen Frauen in Ramla während der israelischen Besatzung kamen Shalhoub-Kevorkian und Suhad Daher-Nashif zu dem Schluss, dass sie weniger kulturell als „Ehrenverbrechen“ zu erklären seien, sondern dass es sich um Femizide im Kontext der zunehmenden räumlichen Segregation der palästinensischen Gemeinden und der Einschränkung des Lebensraums durch den israelischen Siedlerkolonialismus handle.
Shalhoub-Kevorkian hat eine erweiterte Definition des Femizids vorgeschlagen: „Femizid ist der Prozess, der zum Tod führt und eine Situation schafft, in der es für das Opfer unmöglich ist zu ‚leben‘.“ (im Original „Femicide is the process leading to death and the creation of a situation in which it is impossible for the victim to ‘live’.“) Femizid ist nach Shalhoub-Kevorkian die Gesamtheit der hegemonialen männlich-sozialen Methoden, mit denen die Rechte, die Fähigkeit und die Macht der Frauen, sicher zu leben, zerstört werden. Zu diesen Methoden gehören Missbrauch, Bedrohung, Übergriffe und Angriffe, mit denen Frauen erniedrigt und gedemütigt werden. Das führe zu ständiger Angst, Frustration, Isolation und Ausgrenzung und nehme Frauen die Kontrolle über ihr Intimleben. Aus ihrer Sicht ist Femizid kein reines Gender-Thema, sondern auch eine politische Frage.

### Femizid in Lateinamerika und der Begriff Feminicidio

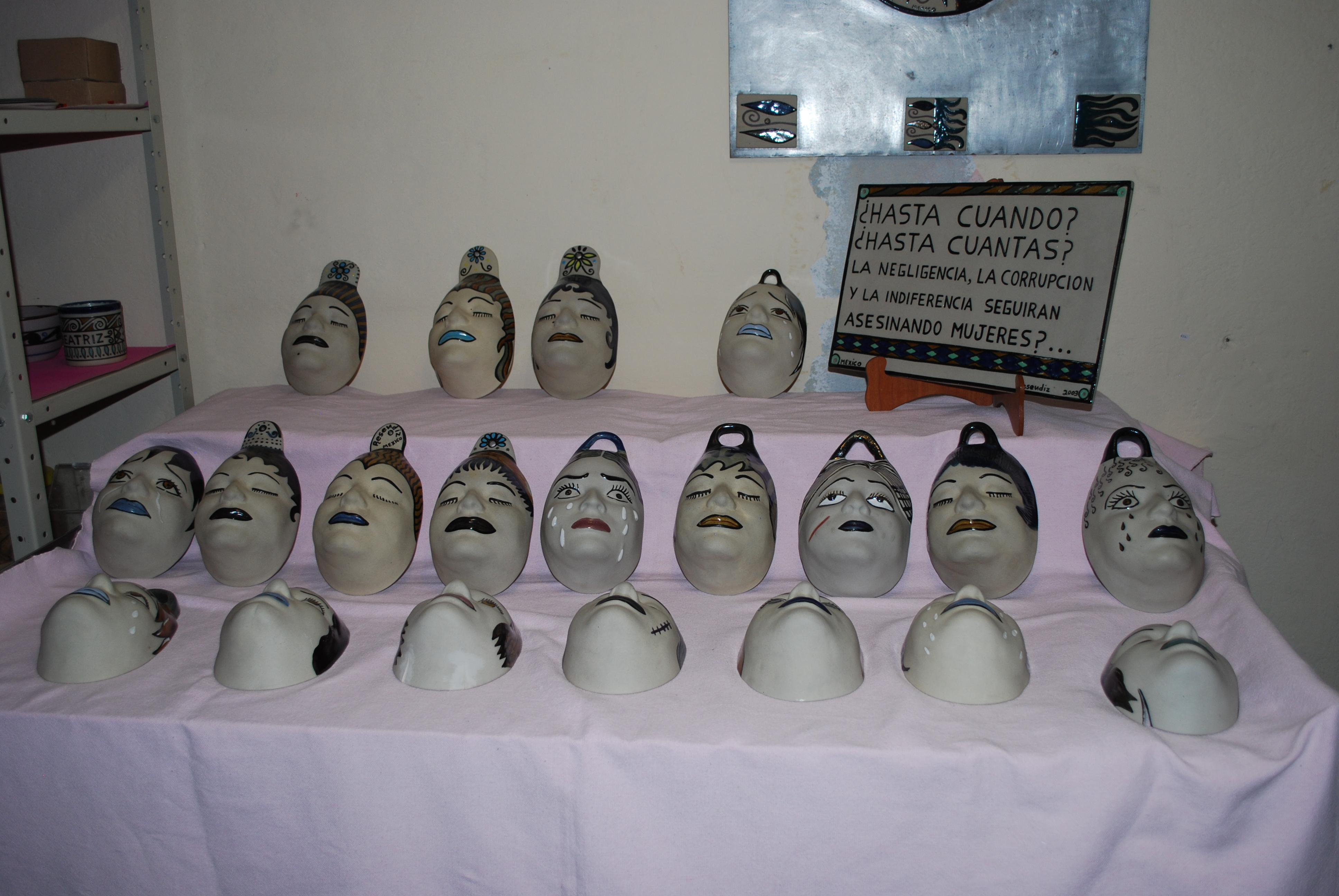
Keramikmasken zu Ehren der Frauen, die in oder in der Nähe von Ciudad Juarez getötet wurden

In den 1990er Jahren entwickelte sich in Lateinamerika eine Bewegung gegen Gewalt gegen Frauen, im Zuge dessen der Begriff Feminicidio geprägt wurde. Ausgangspunkt waren die Kämpfe in Mexiko, die die Opferangehörigen und Aktivistengruppen ab 1993 gegen die Frauenmorde von Ciudad Juárez, einer Stadt im Bundesstaat Chihuahua an der Grenze zu den USA, führten. Jedes Jahr wurden in dieser mexikanischen Stadt mehrere Hundert Frauen missbraucht und getötet. Die Behörden bemühten sich kaum, die Verbrechen aufzuklären. Nur wenige Täter wurden gefasst und verurteilt.
Aktivistinnen, die ab 1993 Daten zu den Morden sammelten, veröffentlichten diese von Anfang an mit der Bezeichnung Femizid (Femicidio). Doch die übliche Bezeichnung war „las muertas“ („die toten Frauen“) und bei Demonstrationen dominierte der Slogan „Ni Una Más“ („Nicht eine mehr“). Nach der Entdeckung der Leichen von acht Frauen in Ciudad Juárez im Dezember 2001, die vor ihrer Ermordung extrem missbraucht und gefoltert worden waren, wandelte sich die bis dahin nationale Kampagne gegen die Gewalt zu einer transnationalen. 300 lokale, nationale und transnationale feministische und Menschenrechts-Organisationen schlossen sich zu einem transnationalen Netzwerk zusammen. Das Netzwerk baute Beziehungen zu vielen internationalen Organisationen auf, darunter Amnesty International, dem UN-Ausschuss für die Beseitigung der Diskriminierung der Frau und die UN-Sonderberichterstatterin gegen Gewalt gegen Frauen. Zwischen 1998 und 2007 wurden mehr als 24 Berichte und insgesamt 200 Empfehlungen veröffentlicht, die Frauendiskriminierung und fehlende Gleichberechtigung als die Hauptursache der Gewalt gegen Frauen in der Region Chihuahua und das Versagen der mexikanischen Institutionen, diese zu verhindern und zu bestrafen, identifizierten.

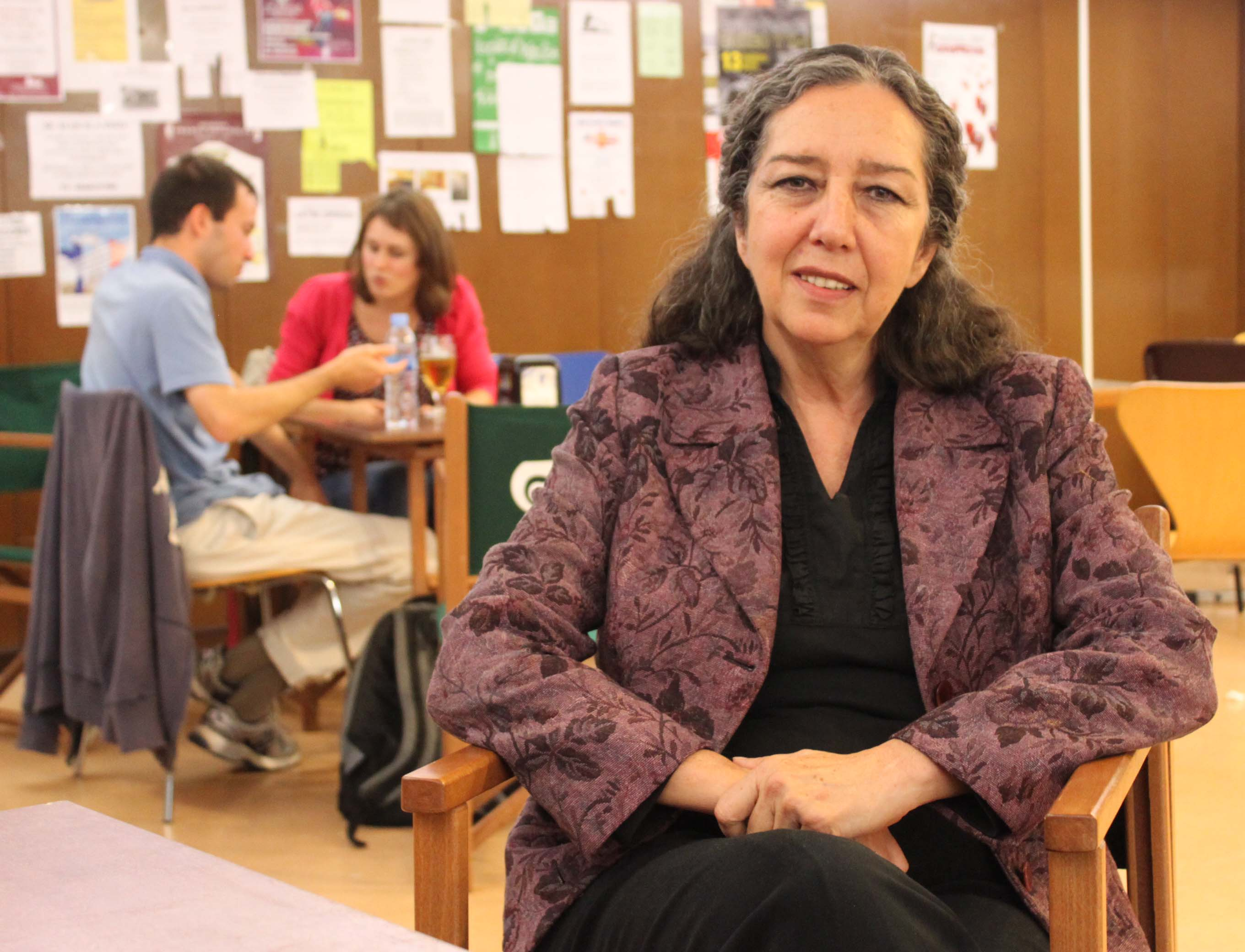
Marcela Lagarde, 2012

Ende der 1990er und Anfang der 2000er Jahre veröffentlichten mehrere lateinamerikanische Wissenschaftlerinnen und Aktivistinnen Berichte und Artikel, die den Femizid in Lateinamerika anprangerten. Dabei übersetzten sie den englischen Begriff Femicide mal mit Femicidio – was die direkte Übertragung wäre –, mal mit Feminicidio. Die feministische Anthropologin und Politikerin Marcela Lagarde begründete den Vorzug, den sie Feminicidio gab, damit, dass Femicidio Homicidio (Mord) entspreche und einfach die Ermordung einer Frau bedeute.

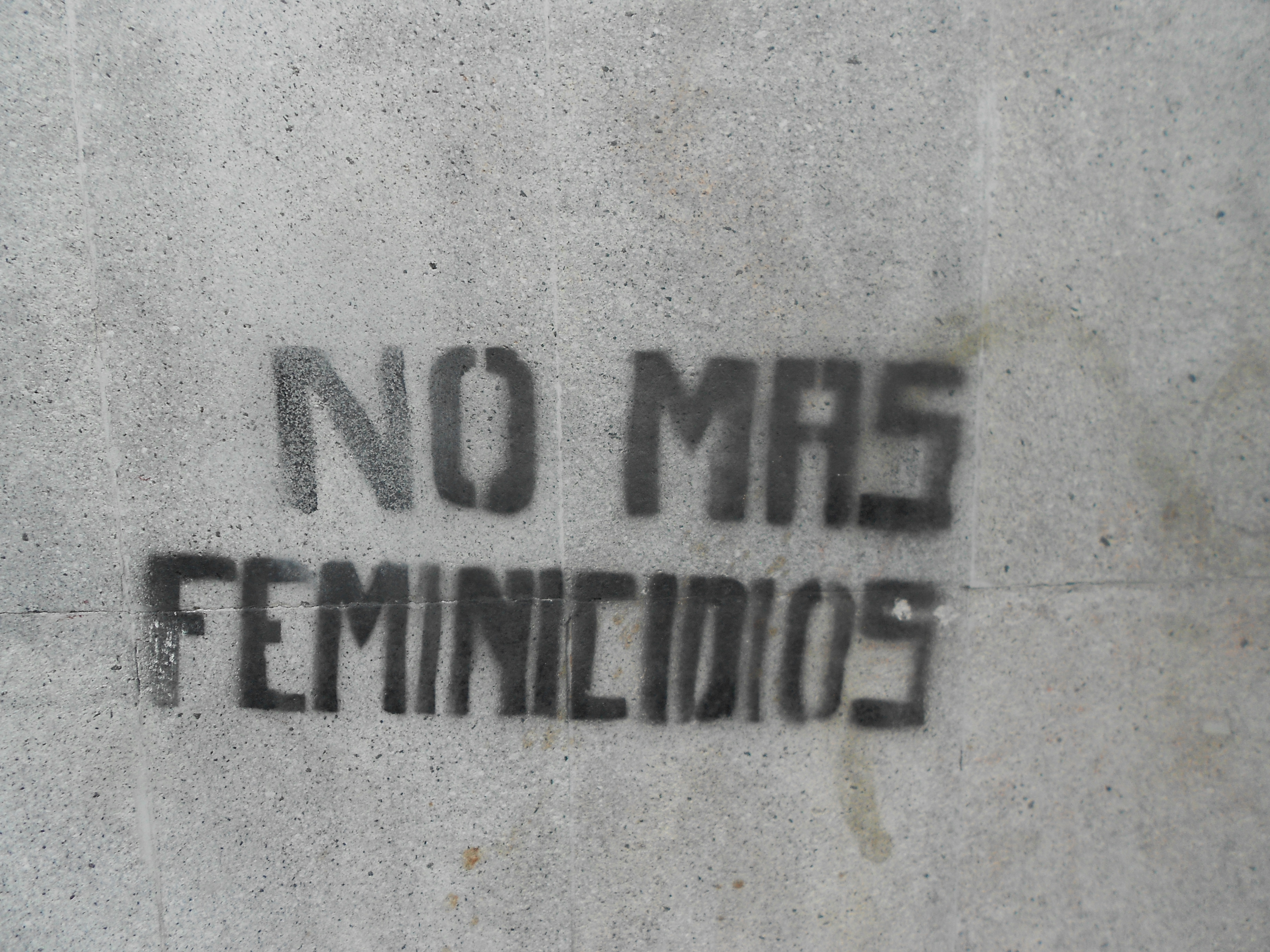
Graffito in Mexiko-Stadt, 2011

2004 organisierte die Ni Una Más-Kampagne ein Tribunal zur Aufklärung über die Missachtung der Menschenrechte von Frauen in Chihuahua. Marcela Lagarde stellte – Diana Russells Femizid-Konzept abwandelnd – Feminicidio als ein Staatsverbrechen dar. Der Staat beschütze Frauen nicht und schaffe keine Bedingungen, um die Sicherheit von Frauen im öffentlichen und im privaten Raum sicherzustellen. Dies sei besonders gravierend, wenn der Staat seiner Pflicht nicht nachkäme, die Achtung der Gesetze zu gewährleisten. Die Aktivistengruppen in Mexiko und später in ganz Lateinamerika griffen diese neue Konzeption von Feminicidio auf und verwendeten es als Rahmen für ihre Kampagne, in der sie das Versagen des mexikanischen Staates anprangerten. Ihr Ziel war den Staat im eigenen Land und international zu beschämen und unter Druck zu setzen.
Lagarde hat beklagt, dass der Begriff Feminicidio oftmals nicht zutreffend, sondern für jeden Mord an einer Frau verwendet wird. 2014 nahm das Diccionario de la lengua española (Wörterbuch der spanischen Sprache) Feminicidio mit der Erläuterung „Mord an einer Frau aufgrund ihres Geschlechts“ auf. Diese Definition wurde als unzureichend kritisiert. Im Dezember 2018 änderte das Wörterbuch die Erläuterung ab. Sie lautet nun „Ermordung einer Frau durch einen Mann wegen Machismo oder Frauenfeindlichkeit“.

### Engagement der Vereinten Nationen
Die Vereinten Nationen ernannten 1994 erstmals eine UN-Sonderberichterstatterin zu Gewalt gegen Frauen, deren Ursachen und Auswirkungen. In zwei Berichten fasste die erste Sonderberichterstatterin Radhika Coomaraswamy 1995 und 2002 zusammen, dass häusliche Gewalt auf Ideologien und kulturelle Praktiken zurückzuführen sei, die Frauen auf traditionelle Rollenvorstellungen festschrieben. Damit werde Gewalt bis hin zu „Ehrenmorden“ gegen Frauen legitimiert, die sich nicht konform zu diesen traditionellen Vorstellungen verhielten.

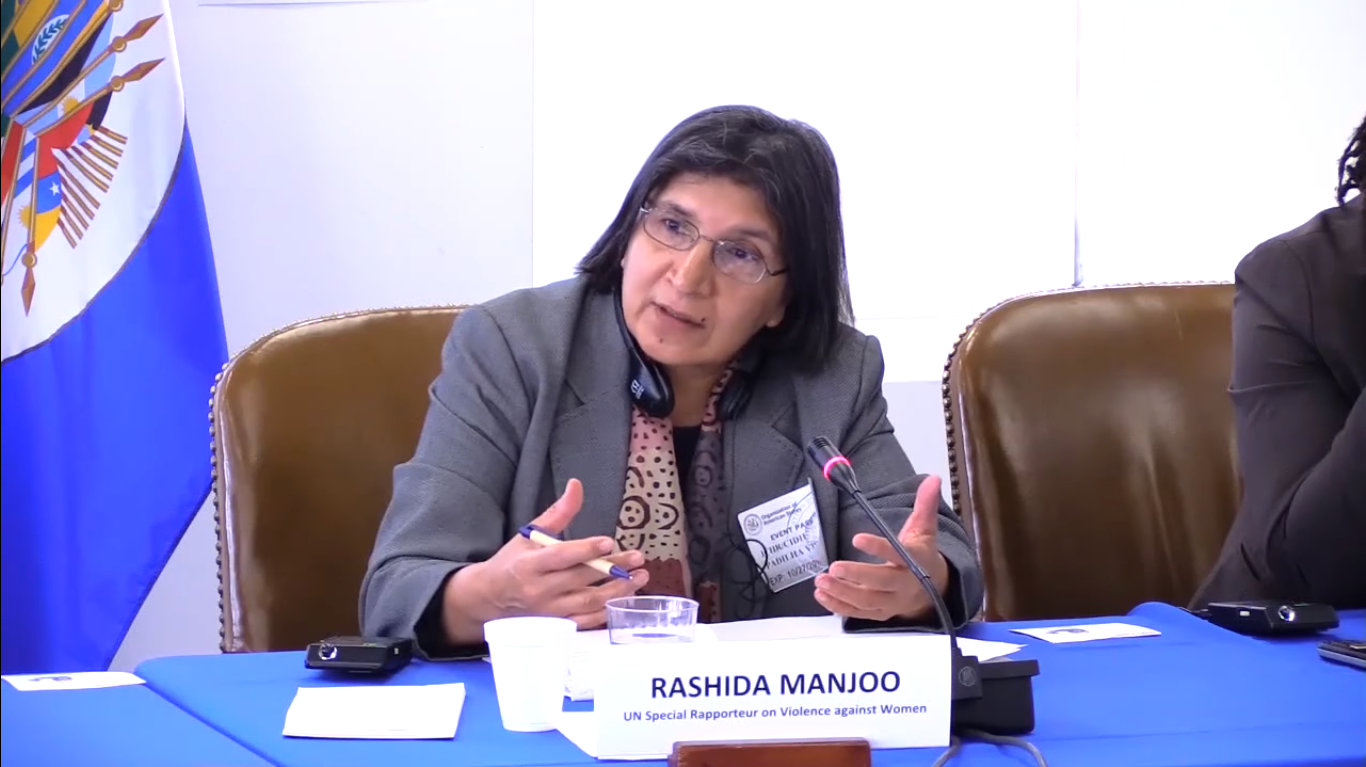
Rashida Manjoo, UN-Sonderberichterstatterin, 2014

Der Bericht der ab 2009 tätigen Sonderberichterstatterin Rashida Manjoo von 2012 an den UN-Menschenrechtsrat fokussierte – als erstes UN-Dokument überhaupt – auf Femizid. Sie konstatierte, dass geschlechtsbezogene Frauentötungen alarmierende Ausmaße erreicht hatten. In dem Bericht betonte Manjoo als Fazit, dass geschlechtsbezogene Tötungen von Frauen keine isolierten Phänomene seien, die plötzlich und unerwartet auftauchten. Vielmehr stellten sie das Ende einer Entwicklung von nach und nach eskalierender Gewalt dar. In dem Bericht wurde festgestellt, dass die Häufigkeit solcher Tötungen weltweit zunehme.
Am 25. November 2015, anlässlich des Internationalen Tags zur Beseitigung von Gewalt gegen Frauen, rief die neue Sonderberichterstatterin Dubravka Šimonović alle Staaten auf, eine Femizid-Überwachung (im Original „femicide watch“) zu etablieren. Sie schlug vor, die Femizid-Fälle nach Alter und Ethnizität der Opfer und nach Geschlecht der Täterinnen und Täter aufzuschlüsseln und die Täter-Opfer-Beziehungen zu erfassen. Diese Daten sollten jährlich am 25. November zusammen mit Angaben zur Verfolgung und Bestrafung der Täter veröffentlicht werden. Drei Jahre später wiederholte sie den Aufruf. Mehr als 20 Länder haben entsprechende Berichte vorgelegt, darunter Österreich, Deutschland und die Schweiz. 2017 etablierte die UN die Webplattform Femicide Watch, die über Definitionen, Studien und Statistiken zum Femizid informiert.

### Aktivitäten in Europa
Ein Meilenstein für Europa im Hinblick auf Gewalt gegen Frauen war die Verabschiedung der Istanbul-Konvention (Übereinkommen des Europarats zur Verhütung und Bekämpfung von Gewalt gegen Frauen und häuslicher Gewalt) durch den Europarat 2011. Mit ihr wurden verbindliche Rechtsnormen gegen Gewalt an Frauen geschaffen. Allerdings behandelt die Istanbul-Konvention die Thematik Femizid nicht explizit.
Die Europäische Union initiierte Forschungsprogramme, um ein Monitoring-System für Femizide zu entwickeln, sodass gezielt Gegenmaßnahmen ergriffen werden konnten, darunter insbesondere das von 2013 bis 2017 laufende Programm „Femicide across Europe“ (COST Action IS1206). Dieses Programm wie auch das European Institute for Gender Equality (EIGE) verwenden jeweils zwei Femizid-Definitionen parallel: Eine allgemeine Definition und eine Definition für statistische Zwecke. Die allgemeine Definition greift auf Diana Russells Definition zurück, wonach Femizid die Tötung von Frauen und Mädchen wegen ihres Geschlechts ist. Das EIGE beschränkt die statistische Definition von Femizid auf die Tötung einer Frau durch Intimpartner oder den Tod einer Frau aufgrund von für Frauen schädlichen Praktiken.
Laut der Aktivistin Nursen Inal wurde in der Türkei seit Jahren vergeblich darum gekämpft, dass die Istanbul-Konvention angewandt wird. Deshalb hätten tausende Frauen ihr Leben verloren. Im Jahr 2021 trat die Türkei aus der Istanbul-Konvention aus.

## Typologie
Wie die UN-Sonderberichterstatterin Rashida Manjoo 2012 darstellte, kann ein Femizid eine direkte Tötung – mit bestimmten Tätern oder Täterinnen – sein oder eine indirekte Tötung. Zu den indirekten Tötungen gehören Todesfälle aufgrund schlecht durchgeführter oder heimlicher Abtreibungen, erhöhte Müttersterblichkeit aufgrund von während der Schwangerschaft ausgeübter Gewalt, Todesfälle durch schädliche Praktiken wie weibliche Genitalverstümmelung, Todesfälle im Zusammenhang mit Menschenhandel, Drogenhandel, organisierter Kriminalität und Bandenaktivitäten, der Tod von Mädchen oder Frauen durch Vernachlässigung, Verhungernlassen oder Misshandlung und vorsätzliche Handlungen oder Unterlassungen seitens des Staates.
Manjoo unterteilte die direkten Tötungen nach dem Kontext der Tötung. Hierbei nannte sie Gewalt in der Partnerschaft, Zauberei/Hexerei, „Ehre“, bewaffnete Konflikte, Mitgift, geschlechtliche Identität, sexuelle Orientierung, ethnische und indigene Identität. Die WHO unterscheidet Femizid nach Intim-Femizid, Morden im Namen der „Ehre“, Mitgift-bezogenem Femizid und nicht-intimen Femizid. Oftmals werden Femizide nach der Beziehung zwischen Opfer und Täter unterteilt:
- Intimer Femizid oder Intim-Femizid: Tötung durch Intimpartner wie Ehemann, Lebenspartner, Freund, Sexualpartner – jeweils aktuell oder früher
- Familiärer Femizid: Tötung durch Väter, Brüder, Stiefväter, Schwiegerväter, Schwager, andere männliche Angehörige
- Tötung durch andere bekannte Täter, zum Beispiel männliche Freunde der Familie, männliche Autoritätsfiguren (Lehrer, Priester, Arbeitgeber), Kollegen
- Tötung durch Fremde

## Ausprägungen des Femizids

### Intimer Femizid
Der intime Femizid bezieht sich auf die Tötung einer Frau durch aktuelle oder frühere Intimpartner wie Ehemann, Lebensgefährte, Freund oder Sexualpartner. Eine Vielzahl von Studien hat gezeigt, dass Frauen generell ein deutlich höheres Risiko tragen, durch einen Intimpartner getötet zu werden, als Männer. Laut UNODC lag 2017 weltweit der Anteil der weiblichen Mordopfer bei 19 %, bei Morden durch Intimpartner oder Familie bei 64 % und bei Morden durch Intimpartner bei 82 %. Dazu kommt noch, dass viele Frauen, die ihren Intimpartner töten, aus Notwehr handeln, nachdem sie in der Beziehung fortwährend Gewalt und Einschüchterung erlebt haben.
Die weithin akzeptierten geschlechtsspezifischen Normen über männliche Autorität in der Gesellschaft im Allgemeinen gelten als Ursache für die weit verbreitete Gewalt von Intimpartnern gegen Frauen und Mädchen. Lange war gesellschaftlich akzeptiert, dass Männer Gewalt ausüben, um ihre Autorität im häuslichen Umfeld durchzusetzen und ihre weiblichen Familienangehörigen zu kontrollieren. Oftmals ist dies heute noch der Fall. Wie Untersuchungen gezeigt haben, neigen insbesondere Männer und Jungen häufiger zu Gewalt gegen ihre Partnerinnen, die eine bestimmte Auffassung von Geschlechterrollen und Männlichkeit haben. Ein Beispiel für solche Auffassungen ist die Ansicht, dass Männer Frauen dominieren sollen. Männer sind zudem häufiger gewalttätig, wenn sie einen niedrigen Bildungsstand haben und selbst als Kind sexuellen Missbrauch und häusliche Gewalt gegen ihre Mütter erlebt haben oder im schädlichen Ausmaß Alkohol konsumieren.
Frauen sind häufiger Opfer von Gewalt durch Intimpartner, wenn sie einen niedrigen Bildungsstand haben, sie in ihrem Umfeld sehen, wie Mütter von einem Partner missbraucht werden, wenn sie selbst in der Kindheit missbraucht wurden, und wenn sie Gewalt, männliche Privilegien und den untergeordneten Status von Frauen akzeptieren.
Das am weitesten verwendete Modell, um Gewalt gegen Frauen und Femizide zu verstehen, ist das „ecological model“ („ökologische Modell“), das auf Einflussfaktoren auf vier Ebenen verweist: die Ebene des Individuums, die Ebene von Familie und Beziehungen, die Ebene der Gemeinschaft und die gesellschaftlich-strukturelle Ebene. Die WHO hat anhand von Studien die Faktoren ermittelt, die auf diesen Ebenen das Risiko Femizid auszuüben oder zu erfahren, erhöhen oder mindern, wobei sich die meisten Studien auf den intimen Femizid beziehen:
|                                          | ... einen Femizid zu begehen (Täter) | ... Opfer eines Femizid zu werden |
| ---------------------------------------- | --- | --- |
| Risikofaktoren                           | | |
| Individuelle Ebene                       | - Arbeitslosigkeit - Waffenbesitz (besonders in den USA sowie in Ländern mit hohen Raten von mit Waffen ausgeübter Gewalt wie z. B. Südafrika) - Drohungen, mit einer Waffe zu töten - Geschlechtsverkehr mit Partnerin oder Partner zu erzwingen - Alkoholmissbrauch, Konsum illegaler Drogen - psychische Gesundheitsprobleme (insbesondere für die Kombination von Femizid und Suizid) | - Schwangerschaft und Missbrauch während der Schwangerschaft |
| Ebene von Familie und Beziehungen        | - Misshandlung von Intimpartnerin oder Intimpartner | - Misshandlung durch späteren Täter, insbesondere schwere Misshandlungen im Monat vor dem Mord - Existenz eines Kindes aus früherer Beziehung (kein leibliches Kind des Täters) - Entfremdung vom Partner - Verlassen einer gewalttätigen Beziehung |
| Gesellschaftliche und strukturelle Ebene | - Mangelnde Gleichberechtigung, insbesondere eine geringe Zahl von Frauen in der gewählten Regierung - Reduzierung der staatlichen Ausgaben im sozialen Bereich (Gesundheit, Bildung) | - Mangelnde Gleichberechtigung, insbesondere eine geringe Zahl von Frauen in der gewählten Regierung - Reduzierung der staatlichen Ausgaben im sozialen Bereich (Gesundheit, Bildung) |
| Schutzfaktoren                           | | |
| Individuelle Ebene                       | - Hochschulbildung | - eigene Wohnung |
| Gesellschaftliche Ebene                  | - erhöhte Anzahl der Polizeikräfte - Gesetzgebung, die den Besitz von Waffen von Menschen einschränkt, die Gewalt gegen Intimpartner ausgeübt haben - gesetzlich vorgeschriebene Haft bei Verstößen gegen Auflagen im Zusammenhang mit Gewalt gegen Intimpartner - möglichst frühe Sensibilisierung hichsichtlich der Thematik und Problematik im Schulunterricht und den Medien          | - erhöhte Anzahl der Polizeikräfte - Gesetzgebung, die den Besitz von Waffen von Menschen einschränkt, die Gewalt gegen Intimpartner ausgeübt haben - gesetzlich vorgeschriebene Haft bei Verstößen gegen Auflagen im Zusammenhang mit Gewalt gegen Intimpartner - möglichst frühe Sensibilisierung hichsichtlich der Thematik und Problematik im Schulunterricht und den Medien |

### Morde im Namen der „Ehre“

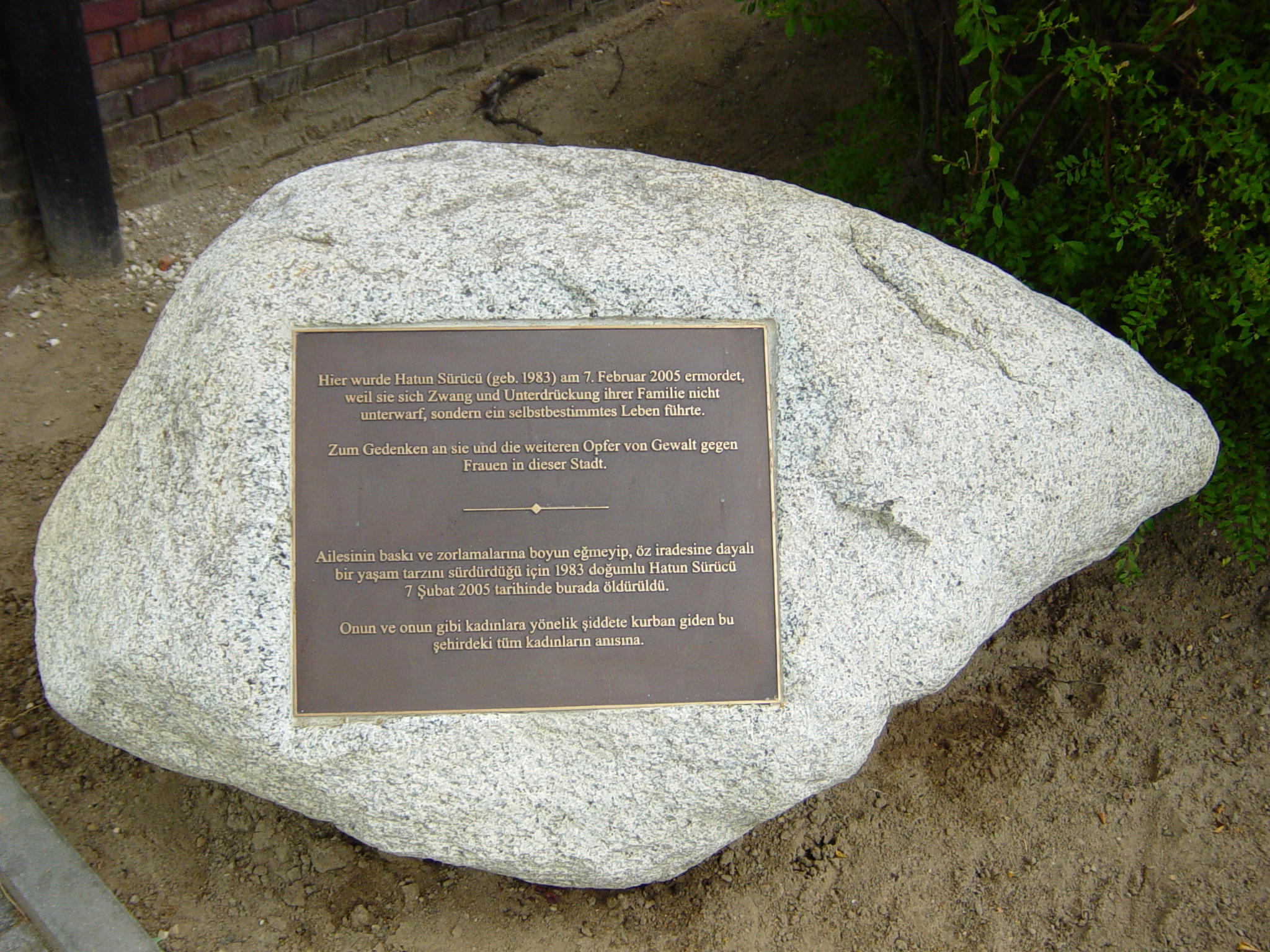
Gedenkstein in Berlin für Hatun Sürücü, die 2005 einem so genannten Ehrenmord zum Opfer fiel

Sogenannte „Ehrenmorde“ an Frauen und Mädchen werden in der Regel von Familienmitgliedern begangen, wenn diese der Ansicht sind, dass das Verhalten von weiblichen Familienmitgliedern „Schande“ über die Familie gebracht hat und sanktioniert werden muss. Diese Art von Tötung ist eine Folge der herrschsüchtigen Beziehungen von Männern zu Frauen. Als vermeintliche Schande sehen es die Familienangehörigen bei Ehrenmorden oftmals, wenn eine Frau vor- oder außereheliche Beziehungen hat oder eine Verbindung mit einem anderen Mann als dem von der Familie bestimmten eingeht. Selbst die Vergewaltigung einer Frau hat Familienangehörige zu ihrer Tötung veranlasst, um der Familie ein Stigma zu ersparen. In einigen Fällen kann der Mord durch die Wünsche anderer Familienmitglieder, einschließlich Frauen, gefördert oder sogar motiviert werden. Ehrenmorde werden oft nicht erfasst und gemeldet, weshalb nur wenige Daten verfügbar sind. Dies gilt verstärkt für ländliche Gegenden. Ehrenmorde werden vor allem im Nahen Osten und Südasien verübt, aber auch in Migrantenfamilien in Australien, Europa und Nordamerika.
Ehrenmorde werden oft nicht strafrechtlich verfolgt, da die gesetzlichen und gerichtlichen Vorschriften, die den Mörder schützen, und die Verübung von Ehrenmorden im Nahen Osten und in Südasien weithin akzeptiert sind. Untersuchungen in europäischen Ländern zeigten, dass die Sozialdienste und die Strafrechtssysteme in Europa diese Morde oft als „kulturelle Traditionen“ und nicht als extreme Formen der Gewalt gegen Frauen charakterisiert haben, was letztendlich zu einem unzureichenden rechtlichen und sozialen Schutz von Mädchen und Frauen in diesen Ländern geführt hat.

### Mitgift-bezogene Tötungen von Frauen
Femizide werden auch in Zusammenhang mit der kulturellen Praktik Mitgift verübt – vor allem in Gebieten des indischen Subkontinents. Hierbei tötet die Familie des Ehemanns eine frisch verheiratete Frau wegen Konflikten im Zusammenhang mit der Mitgift oder treibt die Frau in den Suizid. Häufig verbrennt die Familie die Ehefrau und stellt den Vorfall gegenüber den Behörden als Unfall durch einen explodierenden Küchenherd dar. Viele Länder, in denen es verstärkt zu Mitgift-bezogenen Frauentötungen kommt, haben Gesetze gegen die Praxis der Mitgiftzahlung erlassen, die aber gegen die religiösen und kulturellen Traditionen dieser Länder nicht wirksam genug sind.

### Geschlechtsselektive Abtreibungen und Kindstötungen
Geschlechtsselektive Abtreibungen, die auf weibliche Föten abzielen, und Kindstötungen gezielt an weiblichen Kindern werden ebenfalls als Femizid bezeichnet. Die Tötung weiblicher Kinder hat eine lange Geschichte und wurde historisch auf allen Kontinenten praktiziert. Der weibliche Kindsmord ist eng verknüpft mit dem Phänomen der geschlechtsselektiven Abtreibungen, die durch die in neuerer Zeit verfügbaren Technologien, mit denen das Geschlecht während der Schwangerschaft bestimmt werden kann, stark zugenommen haben. Diese Femizide entstehen in einem kulturellen Kontext, in dem Mädchen weniger Wert als Jungen beigemessen wird, was sich unter anderem im Erbrecht auswirkt. Betroffene Regionen sind hauptsächlich Südasien, Ostasien, Zentralasien und Nordafrika. In Indien und China weicht die Geschlechterverteilung stark von der natürlich erwarteten ab, was mit weiblichen Kindstötungen und gezielten Abtreibungen weiblicher Föten erklärt wird. In Indien gibt es traditionelle Methoden für das Töten von weiblichen Babys, wie das Füttern der Babys mit vergifteter Milch oder mit größeren Mengen Salz, um den Blutdruck zu erhöhen, oder mit Reis mit Schale, so dass die Kehle des Babys zerschnitten wird. In Indien sollen jährlich selektiv eine Million weiblicher Föten abgetrieben werden. Die Sterblichkeitsrate für Kinder unter 5 Jahren war in Indien in den 2000er Jahren für Mädchen um 21 % höher als für Jungen, in China 12 % höher. 2011 kamen in Indien bei der Geburt im Schnitt zwischen 103 und 108 Jungen auf 100 Mädchen. Bei Kindern bis 15 Jahren lag in Indien wie auch in China das Geschlechterverhältnis bei 117 Jungen zu 100 Mädchen. Mehr als 95 % der Waisen in China sind ausgesetzte weibliche Babys, was in der chinesischen Ein-Kind-Politik gekoppelt mit der sozialen Präferenz für Jungen begründet ist.

### Nicht-intimer Femizid

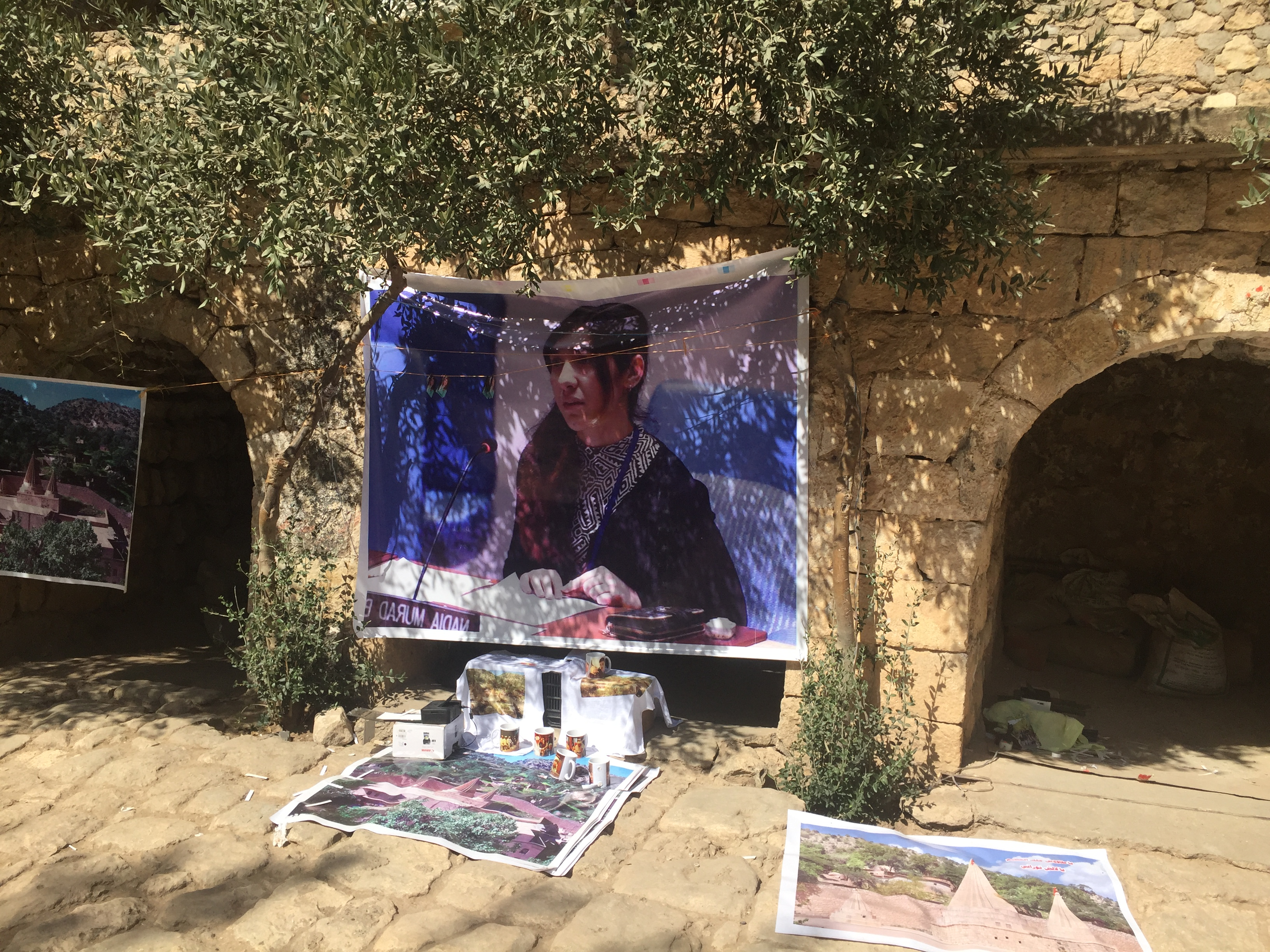
Am jesidischen Heiligtum von Lalisch (Kurdistan-Irak), Plakat von der Aussage der Jesidin Nadia Murad vor dem UN-Sicherheitsrat zu den Verbrechen des sogenannten Islamischen Staates

Ein Femizid, der von einer Person ohne intime Beziehung zum Opfer begangen wird, wird als nicht-intimer Femizid bezeichnet. Dazu gehören Tötungen von Frauen im Kontext bewaffneter Konflikte, geschlechtsbezogene Tötungen indigener Frauen, extreme Formen gewalttätiger Frauenmorde, Tötungen von Frauen aufgrund ihrer sexuellen Orientierung und Geschlechtsidentität, Tötungen von Frauen aufgrund von Anschuldigungen der Zauberei und alle anderen Formen geschlechtsbezogener Frauentötungen.
Frauen werden in bewaffneten Konflikten oftmals zur Zielscheibe gemacht und sexuelle Gewalt als Kriegswaffe eingesetzt. Die systematische Vergewaltigung von Frauen wird benutzt, das Gefüge von Gesellschaften zu zerstören, da Frauen, die in Konflikten vergewaltigt werden, von ihren Gemeinschaften oft gemieden und geächtet werden. Beispiele für ein solches Vorgehen waren der Verlauf der Konflikte in Ruanda 1994 und die Massentötungen und -vergewaltigungen von Jesidinnen 2014 durch den sogenannten Islamischen Staat im Irak. Die geschlechtsspezifischen Tötungen von Frauen und Mädchen während bewaffneter Konflikte können nicht genau erfasst werden, werden aber als beträchtlich eingeschätzt.
Die Tötung von Frauen indigener Völker gilt als eine weitere Ausprägung des Femizids. Die soziale, kulturelle, wirtschaftliche und politische Marginalisierung der indigenen Frauen macht sie besonders verwundbar. Die wenigen verfügbaren Daten verdeutlichen, dass sie ein deutlich höheres Maß an Gewalt erfahren können als Frauen, die nicht indigenen Gruppen angehören.
Im Zusammenhang mit organisierter Kriminalität, Drogenhandel, Banden, Migration großer Menschengruppen sowie Menschen- und Drogenhandelsketten werden extrem gewalttätige Frauenmorde verübt. Frauen sind deutlich stärker als Männer von Menschenhandel betroffen, wobei der Menschenhandel von Frauen vor allem zum Zweck der sexuellen Ausbeutung erfolgt. Untersuchungen über die Geschlechterrollen in Banden haben gezeigt, dass männliche Bandenmitglieder im Allgemeinen im öffentlichen Raum stärker Schikanen ausgesetzt sind als weibliche Bandenmitglieder. Aber die weiblichen Bandenmitglieder werden vor allem in sexueller Weise zum Opfer. Die sexuelle Gewalt, die sie erfahren, wird nicht nur von rivalisierenden Bandenmitgliedern, sondern auch von Mitgliedern der eigenen Bande verübt. Darüber hinaus sind Frauen, die mit männlichen Bandenmitgliedern in Verbindung gebracht werden, einem größeren Risiko schwerwiegender Gewalt ausgesetzt als Frauen, die keine Bandenmitglieder sind.
Geschlechtsbedingte Tötungen aufgrund der sexuellen Orientierung und Geschlechtsidentität sind nur wenig dokumentiert und analysiert worden. Sie werden als Verbrechen aufgrund geschlechtsspezifischer Vorurteile gesehen. Mit den Tötungen sollen heterosexuellen Normen durchgesetzt werden.
In Afrika, Asien und den Pazifikinseln werden Frauen aufgrund von Anschuldigungen im Zusammenhang mit Zauberei oder Hexerei vorsätzlich getötet. Das Risiko, der Hexerei beschuldigt und deswegen getötet zu werden, steigt für Frauen mit zunehmendem Alter. Das Vorkommen solcher Tötungen von Frauen wird mit „Hexenstatuten“ in Verbindung gebracht, die zum Beispiel früher Teil der nationalen Gesetzgebung Papua-Neuguineas waren.

## Informationssysteme zu Femizid und Statistiken

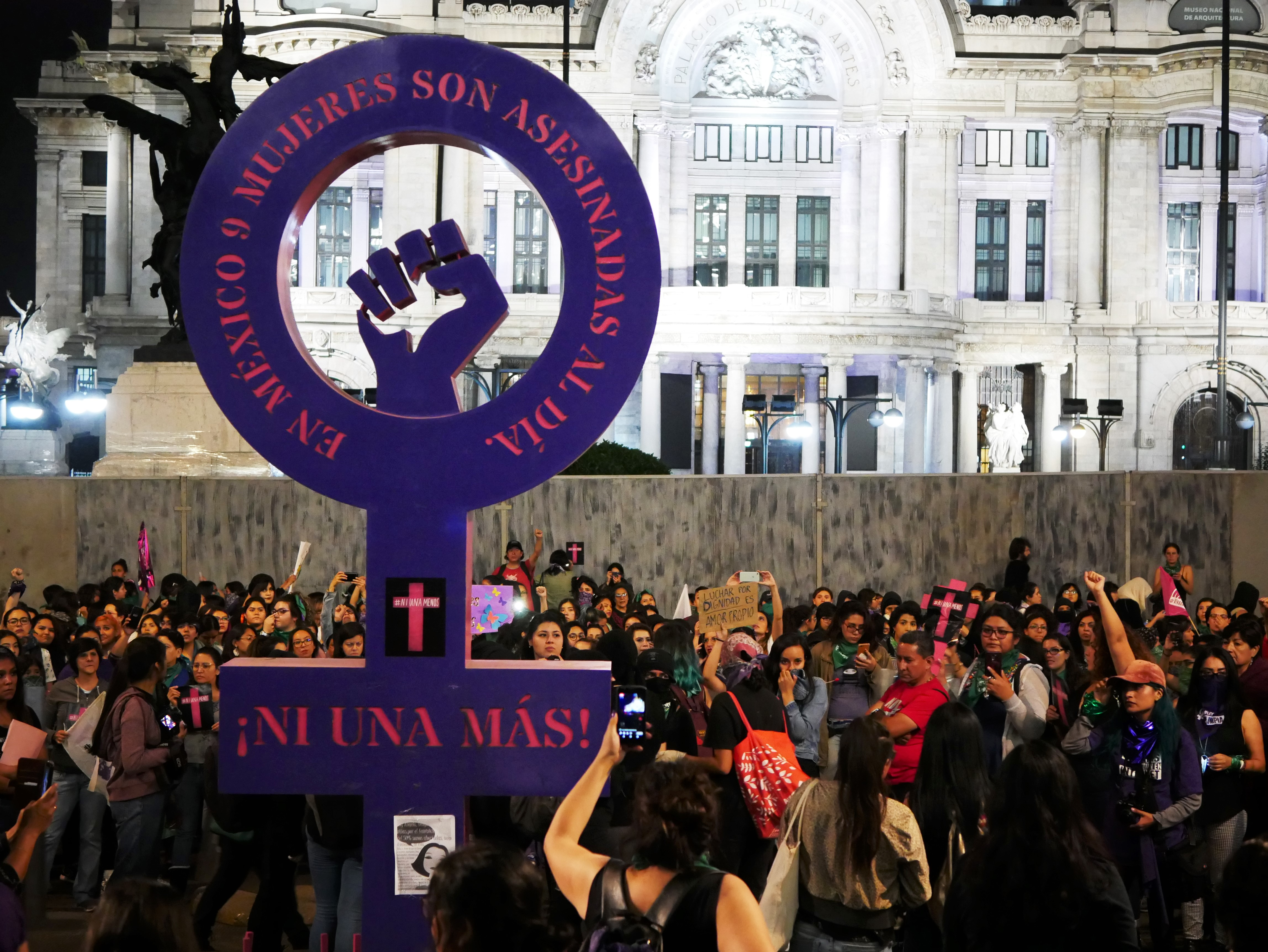
Demonstration am Internationalen Tag zur Beseitigung von Gewalt gegen Frauen am 25. November 2019 in Mexiko-Stadt vor dem Anti-Monumento (Gegen-Denkmal) „Ni Una Más“, das zum Internationalen Frauentag am 8. März 2019 vor dem Palacio de Bellas Artes errichtet wurde

Wie die UN-Sonderberichterstatterin Rashida Manjoo 2012 darstellte, weisen die Informationssysteme zu Femizid noch große Schwächen auf. Die schlechte Datenqualität behindere die Analyse von Femiziden, die Entwicklung sinnvoller Präventionsstrategien und das Eintreten für eine verbesserte Politik. Die unterschiedlichen Definitionen und Klassifikationen, die für Femizide verwendet werden, erschweren die Sammlung der Daten.
Eine Untersuchung der bisherigen Ansätze zur quantitativen Erfassung der Fallzahlen von Femizid in verschiedenen europäischen Ländern ergab 2018, dass diese meist auf nationalen Kriminalstatistiken beruhen und in der Regel zwischen den Ländern nicht vergleichbar sind. Die meisten Staaten erfassen das Geschlecht der Opfer und/oder Täter in den Tötungsdaten, doch die Definition von Tötungsdelikten, die Kategorisierung von Tötungen und die Modalitäten der Datenerhebung unterscheiden sich erheblich. Für die Unterkategorien werden das Geschlecht von Opfer und Täter oft nicht festgehalten, nur für Tötungsdelikte als Ganzes. In vielen Ländern sagen die Daten nichts über die Motive der Straftaten sowie die Beziehungen zwischen Opfern und Tätern (z. B. ob die Straftat gegen einen Intimpartner begangen wurde) aus. Um das Vorkommen von Femizid zu erfassen, müssen neben Kriminalstatistiken zusätzliche Quellen herangezogen werden. Um beurteilen zu können, ob politische Institutionen und Gesellschaften Femizide erfolgreich verhindern konnten, sind zeit- und länderübergreifende Daten notwendig.
Mehrere internationale Organisationen haben begonnen, länderübergreifende Daten zu Tötungen unter Berücksichtigung des Geschlechts des Opfers zu sammeln. Die WHO stellt auf Basis nationaler Sterbestatistiken Daten zu Morden aufgeschlüsselt nach dem Geschlecht der Opfer zusammen. Da aber die Angaben zum Geschlecht der Täter oder zur Opfer-Täter-Beziehung fehlen, sind keine Rückschlüsse auf Femizid-Raten möglich.
Eurostat stellt Statistiken der Tötungsdelikte sowie der Rechtsprechung auf Basis der Angaben der EU-Mitgliedsstaaten zusammen. Die Opfer von Tötungsdelikten werden nach Alter, Geschlecht und Beziehung zum Täter oder zur Täterin erfasst. Täter und Täterinnen werden nach Verfahrensstufen (verdächtigt, angeklagt, verurteilt) und nach Alter und Geschlecht verzeichnet. Die Daten, die auf den amtlich registrierten Straftaten beruhen, werden seit 2008 jährlich erhoben. Von den 28 EU-Mitgliedsstaaten stellen 14 Länder – darunter Deutschland –, die Daten zu Tötungsdelikten unter Angabe des Geschlechts der Opfer und der Opfer-Täter-Beziehung bereit. Weitere 14 Länder – darunter Österreich – verfügen zumindest über die Daten zum Geschlecht des Opfers. Sechs Länder können hierzu keine Angaben machen. Bei den Tätern und Täterinnen nach Verfahrensstufen können nur fünf EU-Staaten Angaben zum Geschlecht des Opfers und zur Opfer-Täter-Beziehung machen. Sieben Länder differenzieren hierbei zumindest nach dem Geschlecht des Opfers. 16 Staaten, darunter Deutschland und Österreich, können hierzu keine detaillierten Angaben machen.

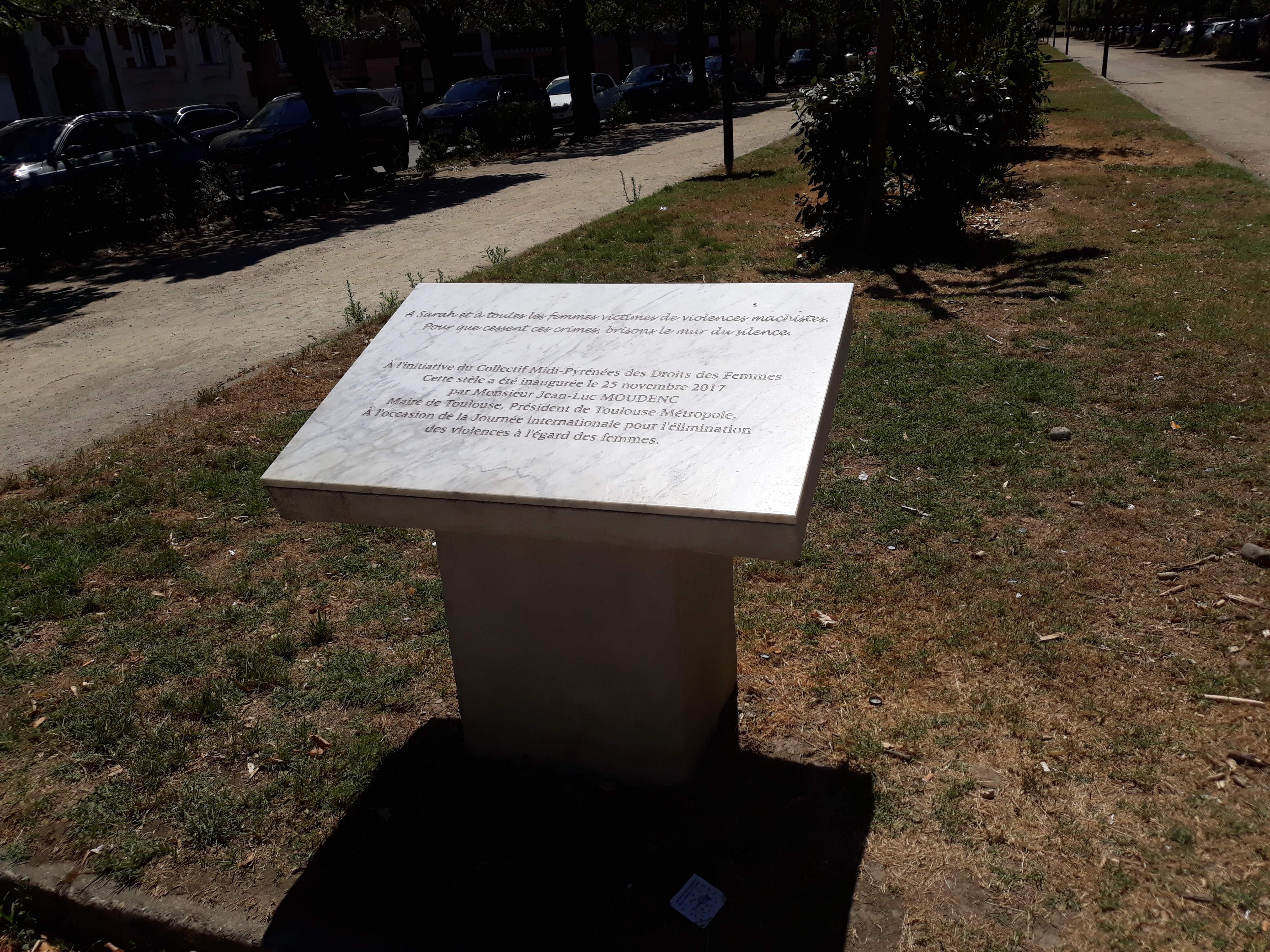
Denkmal für Femizidopfer in Toulouse.

In dem von Marieke Liem an der niederländischen Universität Leiden koordiniertem Projekt European Homicide Monitor (EHM) werden in einer Datenbank differenzierte Daten zu Tötungsdelikten in Finnland, Schweden und den Niederlanden erfasst, wobei Informationen zum Geschlecht von Opfer wie Täter und Hintergrundinformationen zu den Fällen festgehalten werden. Das Projekt nutzt Informationen aus den Medien, Todesfallstatistiken, Polizei- und Gerichtsstatistiken und andere verfügbare Quellen.
Die UNODC legt seit 2011 Studien zu Tötungsdelikten weltweit vor – Global Study on Homicide 2011, 2013, 2019 –, wobei Daten zu geschlechtsbezogenen Tötungsdelikten ausgewiesen werden. Die Studien beruhen auf der Internationalen Klassifikation von Kriminalität für statistische Zwecke (ICCS) der Statistischen Kommission der Vereinten Nationen und der Kommission für Verbrechensverhütung und Strafrechtspflege (CCPCJ), die sowohl auf Verwaltungsunterlagen als auch auf aus Umfragen gewonnenen Daten beruht. Die Klassifikation spezifiziert keine Straftaten, sondern konzentriert sich auf die Motivation hinter der Straftat. Das heißt, der Rahmen für die Klassifizierung von Straftaten basiert auf Verhaltensbeschreibungen statt auf gesetzlichen Vorschriften. Femizid ist in dieser Klassifikation Teil des „vorsätzlichen Tötungsdelikts“. Der UNODC-Ansatz unterscheidet nach dem situativen Kontext, nach der Beziehung zwischen Opfer und Täter und nach dem Tötungsmechanismus. Der situative Kontext bezieht sich darauf, ob der Tötungsvorgang zwischen zwei Personen stattfindet, die in einer früheren Beziehung zueinander standen, oder ob ein Tötungsvorgang verwandt ist zu anderen kriminellen Aktivitäten oder ob er gesellschaftspolitischer Natur ist. Die Opfer-Täter-Beziehung zwischen Opfer und Täter wird danach differenziert, ob der Täter eine intime Beziehung zum Opfer hatte, ein Familienmitglied oder eine andere dem Opfer bekannte Person war oder ob der Täter dem Opfer unbekannt war.

## Vorkommen

### Global und länderübergreifende Vergleiche

Rate der Frauentötungen insgesamt und der Intim- und familiären Femizide pro 100.000 Frauen in der Bevölkerung im Jahr 2016

Rate der Frauentötungen insgesamt und der Intim-Femizide pro 100.000 Frauen in der Bevölkerung im Jahr 2016

Laut UNODC wurden 2017 weltweit 50.000 Frauen von Intimpartnern oder Angehörigen mit Vorsatz getötet, davon 30.000 durch ihren aktuellen oder früheren Intimpartner. Damit lag die Zahl der weiblichen Opfer pro Jahr 2017 um 2000 höher als bei der letzten Erhebung 2012. Die Rate von intimem und familiärem Femizid zusammen betrug 1,3 pro 100.000 Frauen im Jahr 2017, wobei die Raten in den verschiedenen Regionen stark variieren (von 0,7 in Europa bis hin zu 3,1 in Afrika). Die Frauenmordrate insgesamt betrug 2,3 Frauen.
|                                       | Weltweit | Afrika  | Nord-, Mittel- und Südamerika | Asien   | Europa | Ozeanien |
| ------------------------------------- | -------- | ------- | ----------------------------- | ------- | ------ | -------- |
| Tötungen: Opfer                       | 463.821  | 162.727 | 173.471                       | 104.456 | 22.009 | 1.157    |
| Tötungen: Rate                        | 6,1      | 13,0    | 17,2                          | 2,3     | 3,0    | 2,8      |
| Männertötungen: Opfer                 | 377.043  | 134.675 | 155.179                       | 70.940  | 15.456 | 793      |
| Männertötungen: Rate                  | 9,9      | 21,5    | 31,2                          | 3,1     | 4,3    | 3,9      |
| Frauentötungen: Opfer                 | 86.779   | 28.053  | 18.292                        | 33.517  | 6.533  | 364      |
| Frauentötungen: Rate                  | 2,3      | 4,5     | 3,6                           | 1,5     | 1,7    | 1,8      |
| Intimer und familiärer Femizid: Opfer | 50.000   | 19.000  | 8.000                         | 20.000  | 3.000  | 300      |
| Intimer und familiärer Femizid: Rate  | 1,3      | 3,1     | 1,6                           | 0,9     | 0,7    | 1,3      |
| Intimer Femizid: Opfer                | 30.000   | 11.000  | 6.000                         | 11.000  | 2.000  | 200      |
| Intimer Femizid: Rate                 | 0,8      | 1,7     | 1,2                           | 0,5     | 0,6    | 0,9      |

Innerhalb der Regionen variieren die intimen und familiären Femizid-Raten, wobei Länder mit geringen Raten von Femiziden einen relativ höheren Anteil an intimen und familiären Femiziden aufweisen, wogegen in Ländern mit vielen Femiziden bezogen auf die weibliche Gesamtbevölkerung der Anteil an intimen und familiären Femiziden relativ zur Gesamtzahl an Femiziden geringer ist.
58 % aller vorsätzlichen Frauentötungen weltweit gehen auf die Tötung durch einen Intimpartner oder einen Familienangehörigen zurück. Dieser Anteil ist regional unterschiedlich hoch:
|                                | Weltweit | Afrika | Nord-, Mittel- und Südamerika | Asien | Europa | Ozeanien |
| ------------------------------ | -------- | ------ | ----------------------------- | ----- | ------ | -------- |
| Intimer und familiärer Femizid | 54 %     | 69 %   | 46 %                          | 59 %  | 38 %   | 63 %     |
| Intimer Femizid                | 24 %     | 38 %   | 31 %                          | 29 %  | 29 %   | 42 %     |

### In Deutschland
Tötungsdelikte an Frauen von ihren Partnern folgen oft einem Muster: am Anfang steht eine romantische Beziehung, diese geht in eine enge, umklammernde Beziehung über. Sobald die Frau versucht, sich daraus zu lösen, kann die Gewalt eskalieren, da das vom Mann als Besitz- und Kontrollverlust gesehen wird.
Das Bundeskriminalamt weist in seiner Kriminalstatistischen Auswertung des Jahres 2019 zum Thema Partnerschaftsgewalt aus, dass von 2713 Opfern von Mord und Totschlag 394 Personen „Opfer in Partnerschaften“ waren (demnach ca. 14,5 %). Der Frauenanteil lag dabei bei ca. 75 %.
Im Jahre 2021 wurden insgesamt 311 Morde, bzw. Totschlag und Tötung auf Verlangen an Frauen in Deutschland begangen, dazu kamen 535 versuchte vorsätzliche Tötungsdelikte an Frauen. In diesen sind auch die Gewalttaten unter Paaren und Ex-Partnern enthalten, diese sind im Vergleich zum Vorjahr leicht gesunken wie auch insgesamt alle Tötungsdelikte gesunken sind.
Die bayerische Polizei ermittelte in den Jahren 2011 bis 2023 in jährlich mindestens acht und bis zu 30 Fällen von Partnerschaftstötungen an Frauen. 2023 wurden laut Landeskriminalamt Bayern in 25 Fällen von Partnerschaftstötungen an Frauen ermittelt. Die Zahl der ermittelten Femizide in Deutschland schwankt, ohne klare Tendenz nach oben oder unten. Im Verhältnis zur Einwohnerzahl liegt Deutschland im europäischen Mittelfeld. Die Mehrheit der Tatverdächtigen ermittelter Intimizide an Frauen hatte seit 2011 mit zwischen 68 und 83 % eine deutsche Staatsbürgerschaft, und zwar aus allen Bildungs- und Sozialschichten.
| Jahr | Insgesamt | Anzahl w. Opfer | Prozent w. Opfer | Anzahl m. Opfer | Prozent m. Opfer |
| ---- | --------- | --------------- | ---------------- | --------------- | ---------------- |
| 2015 | 151       | 131             | 86,75 %          | 20              | 13,25 %          |
| 2016 |           |                 | ca. 80 %         |                 | ca. 20 %         |
| 2017 | 181       | 147             | 81,22 %          | 34              | 18,78 %          |
| 2018 | 148       | 122             | 82,43 %          | 26              | 17,57 %          |
| 2019 | 149       | 117             | 78,52 %          | 32              | 21,48 %          |
| 2020 | 169       | 139             | 82,25 %          | 30              | 17,75 %          |
| 2021 | 127       | 113             | 88,98 %          | 14              | 11,02 %          |
| 2022 | 152       | 133             | 87,5 %           | 19              | 12,5 %           |
| 2023 | 179       | 155             | 86,59 %          | 24              | 13,41 %          |

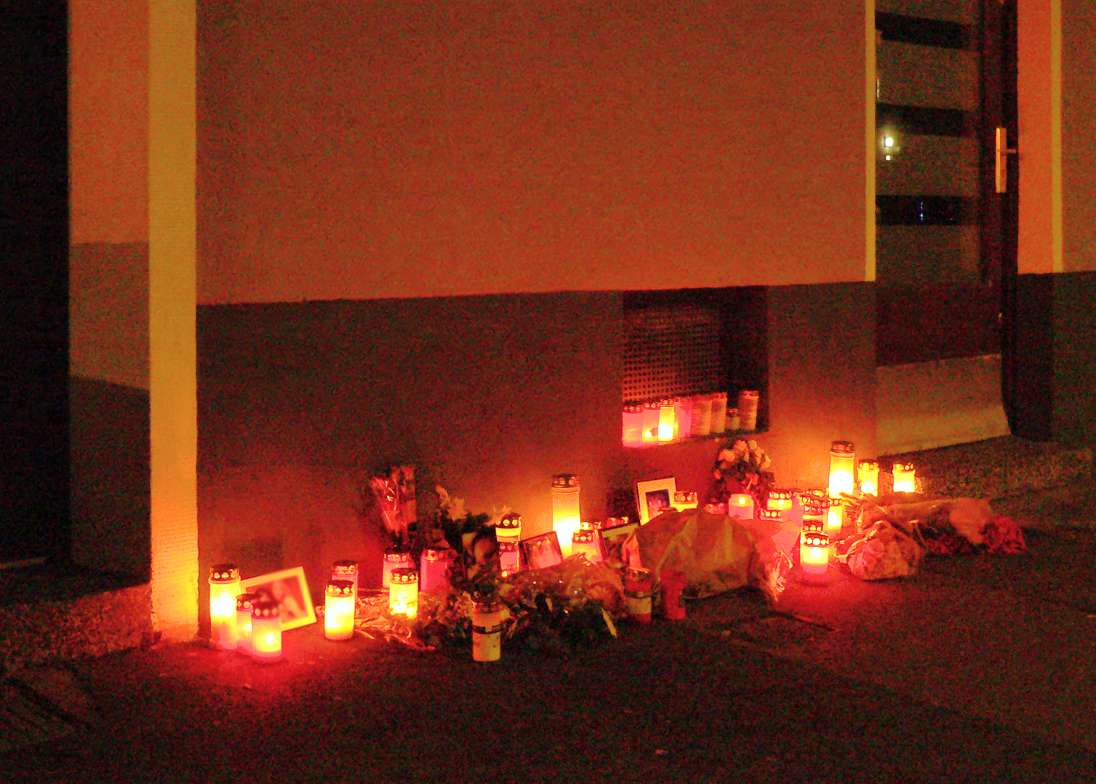
Trauerstelle für eine 21-jährige, von ihrem Ex-Freund Getötete in Hannover, 2023
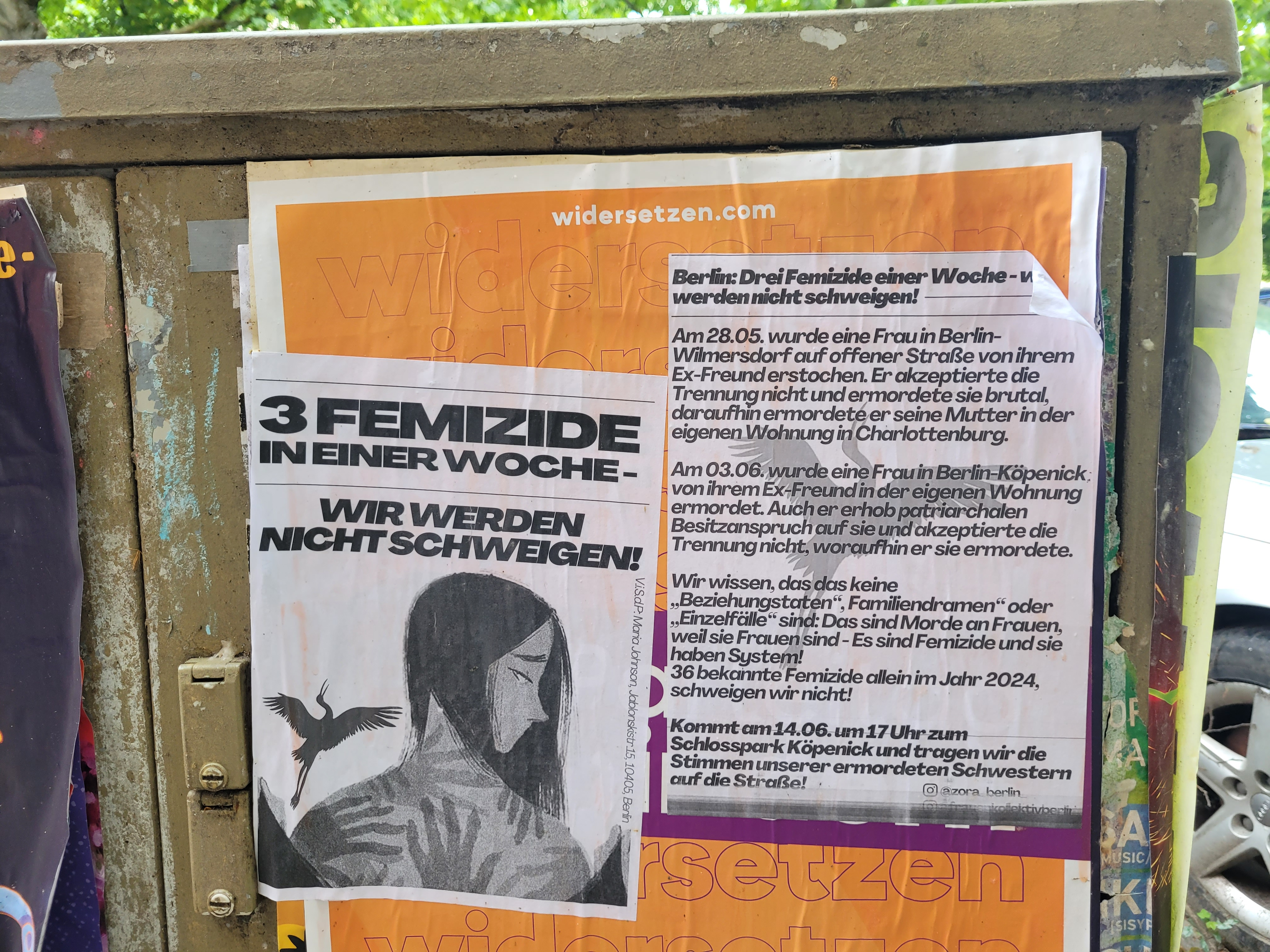
Plakate machen auf drei Femizide innerhalb einer Woche im Mai 2024 in Berlin aufmerksam
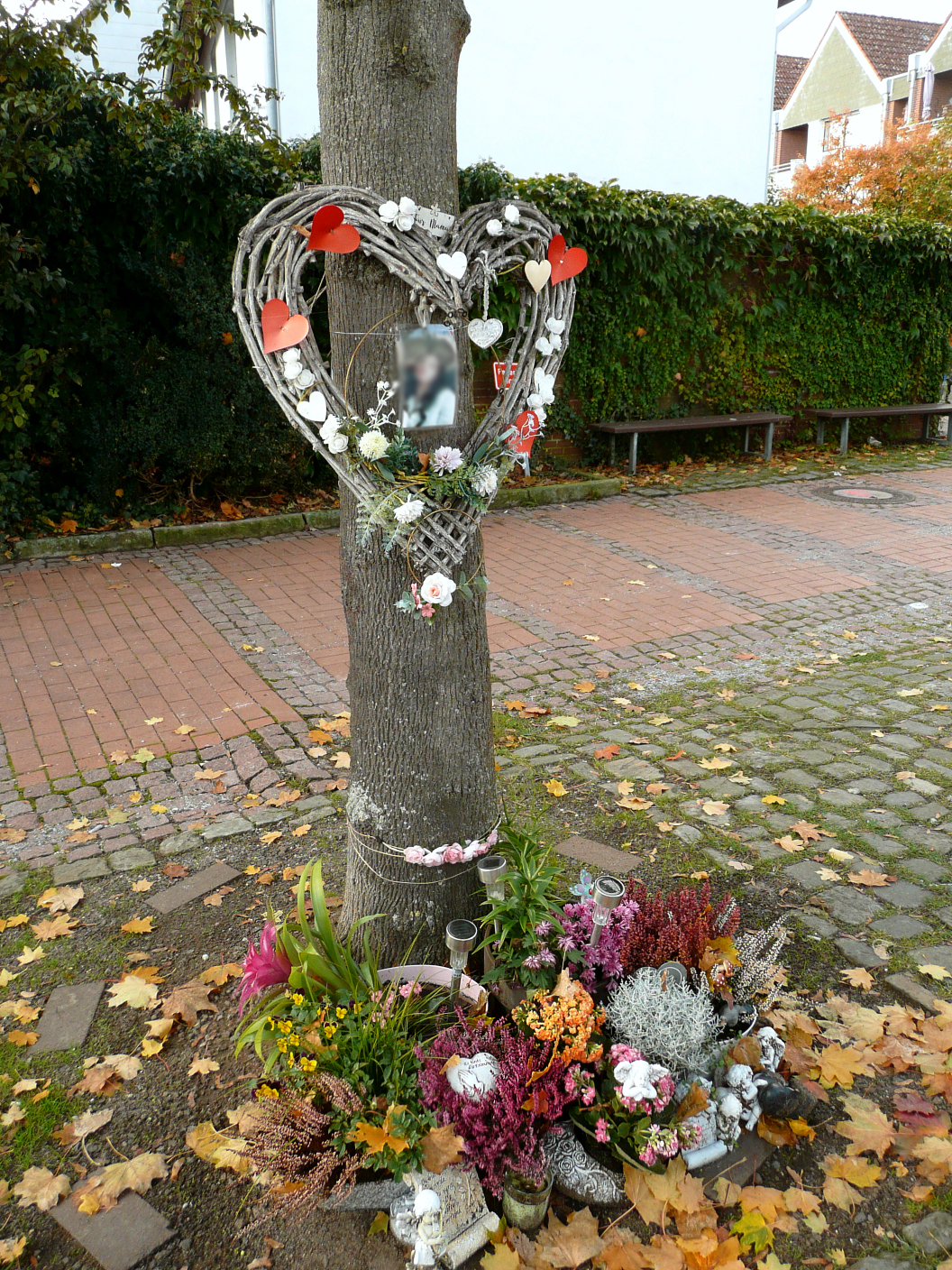
Erinnerungsstelle zum Mord an 35-jähriger Ehefrau in Burgdorf, 2023
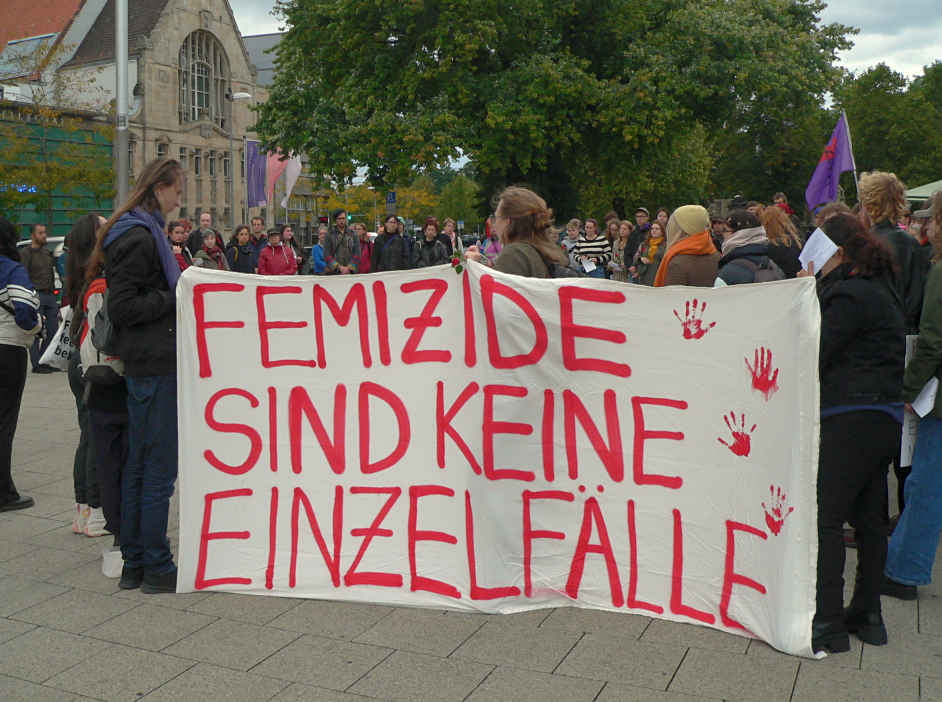
Gedenkveranstaltung auf dem hannoverschen Goseriedeplatz für eine getötete Frau, 2024
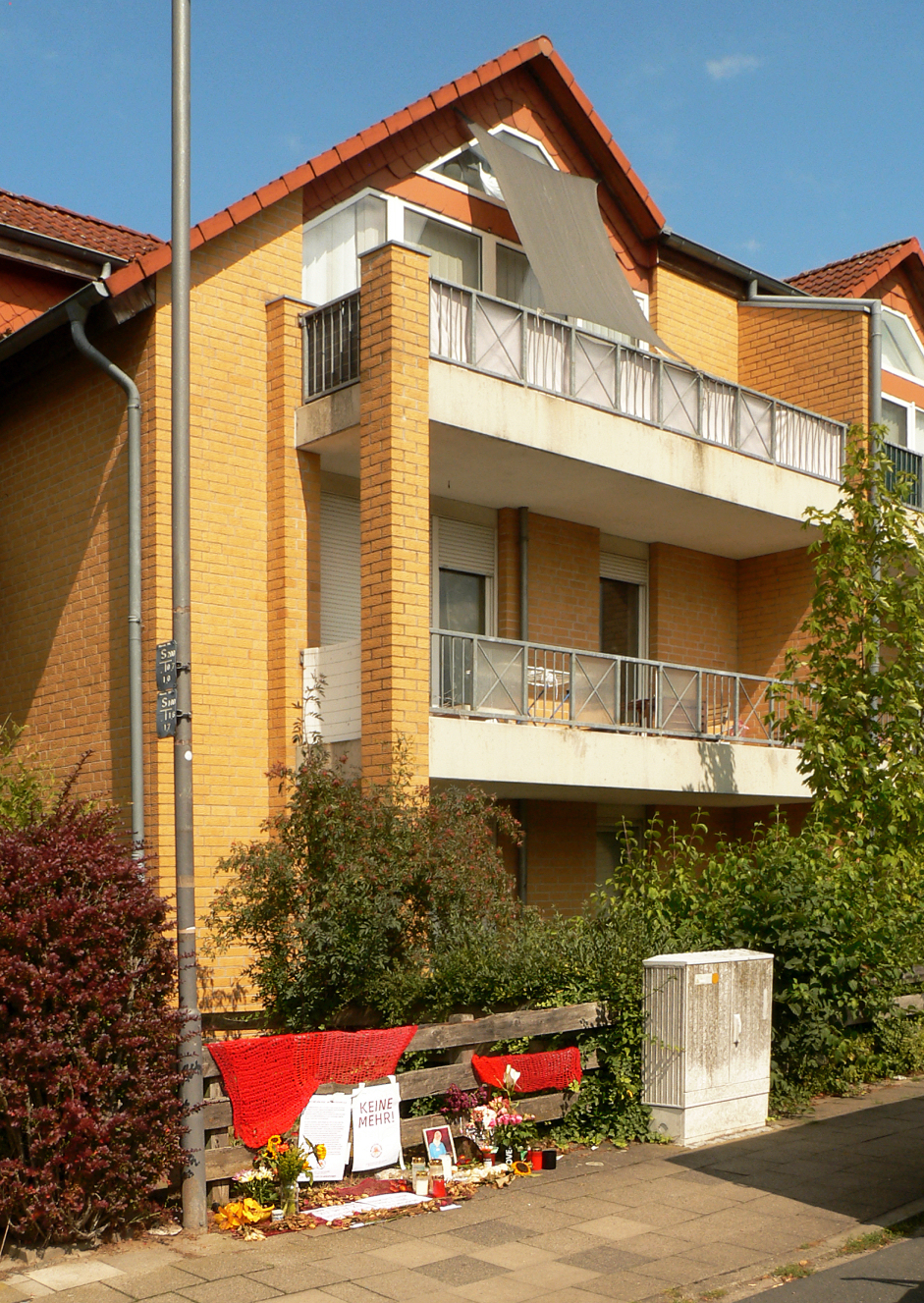
Trauerstelle für eine von einem Wohnungsnachbarn getötete junge Frau in Arnum, 2025

### In Österreich
Die Kriminalstatistik für Österreich weist 29 Morde im Jahr 2021 an Frauen (darunter ein Kind) aus. Diese Morde wurden mutmaßlich von 26 männlichen und einer weiblichen Tatverdächtigen begangen; mutmaßlich deswegen, da die meisten Verfahren noch nicht abgeschlossen sind (Stand September 2022). Von den 29 Opfern hatten 20 die österreichische Staatsbürgerschaft, von den 27 Tatverdächtigen haben 19 die österreichische Staatsbürgerschaft. Die übrigen Staatsbürgerschaften verteilen sich auf je ein Land. Bei 2 Morden kam es zu einem Doppelmord und in 6 Fällen beging der Tatverdächtige im Anschluss an den Mord Suizid.
Im Jahr 2022 wurden 29 Frauen in Österreich ermordet, damit ist Österreich eines der wenigen Länder, in denen mehr Frauen als Männer ermordet werden.
Gewalt erleben Frauen am häufigsten in der Familie und im sozialen Nahraum (Verwandte, Freunde, Bekannte), rund 90 % aller Gewalttaten gegen Frauen finden in engen sozialen Kontakten statt. Österreich hat die Istanbul-Konvention ratifiziert und Maßnahmen ergriffen, um Frauen und Mädchen besser zu schützen. So wurde ein Nationaler Aktionsplan zum Schutz von Frauen vor Gewalt 2014–2016 erarbeitet. Das Justizministerium hat Richtlinien erarbeitet, wie bei Strafverfolgungen von Delikten im sozialen Nahraum umzugehen ist und diese den Staatsanwaltschaften am 17. Dezember 2020 zur Verfügung gestellt. Das Innenministerium hat Informationen zu häuslicher Gewalt zusammengestellt (Alarmzeichen, Notrufnummern, Möglichkeiten der Wegweisung, Opfereinrichtungen u. ä.).
| Jahr | männl. Täter | weibl. Täterin |
| ---- | ------------ | -------------- |
| 2019 | 22           | /              |
| 2020 | 24           | /              |
| 2021 | 31           | /              |
| 2022 | 29           | 2              |
| 2023 | 26           | 1              |
| 2024 | 27           | /              |

### In Frankreich
Auch in Frankreich gingen Femizid-Fälle durch die Medien, wodurch schließlich das Thema gesellschaftlich immer mehr an Relevanz gewann.
2019 erhörte Frankreichs Regierung die Proteste und Forderungen unterschiedlicher Frauenrechtsorganisationen und verschärfte den Umgang mit Femiziden. Bei den Verschärfungen ging es einerseits darum, die Opfer von häuslicher Gewalt ernst zu nehmen und direkt zu handeln, andererseits aber auch um härtere Maßnahmen, wie zum Beispiel direktes Gewahrsam bei Verdacht, richterliches Verhängen von Annäherungsversuchen innerhalb von sechs Tagen oder teilweise auch Überwachung der Bedroher mit elektronischen Fußfesseln.

#### Fallzahlen
| Jahr | Anzahl | Umstand                               |
| ---- | ------ | ------------------------------------- |
| 2018 |        | 121 waren häuslich/ehelich            |
| 2019 |        | 146 waren häuslich/ehelich            |
| 2020 | 102    |                                       |
| 2021 | 122    |                                       |
| 2022 |        | 118 waren häuslich/ehelich            |
| 2023 | 143    | 72 % der Fälle waren häuslich/ehelich |

Die Anzahl an von Partner oder Ex-Partner getöteten Frauen in Frankreich lag in den Jahren 2006 bis 2019 zwischen Minimum 118 und Maximum 179.
Die Anzahl an von Partner oder Ex-Partner getöteten Männern in Frankreich lag in den Jahren 2006 bis 2019 zwischen Minimum 21 und Maximum 34.

### In Spanien
Spanien hat die geschlechtsspezifische Gewalt (violencia de género) schon früh als strukturelles Problem anerkannt. 2004 wurde entschieden: Verletzt oder tötet ein Mann seine Partnerin oder Expartnerin, muss die Tat härter bestraft werden, als wenn es um zwei Männer geht oder eine Frau einen Mann tötet.
In Spanien sind im ersten Halbjahr 2023 etwa 30 Femizide bekanntgeworden. Oft demonstrierten danach jeweils zehntausende Frauen, um darauf aufmerksam zu machen.

### In der Türkei
Die Türkei trat 2011 als weltweit erster Staat der Istanbul-Konvention (Übereinkommen des Europarats zur Verhütung und Bekämpfung von Gewalt gegen Frauen und häuslicher Gewalt) bei.
Am 20. März 2021 ordnete der türkische Präsident Erdoğan per Dekret den Austritt der Türkei aus der Istanbul-Konvention an. Erdoğan kündigte einen Nationalen Aktionsplan zur Bekämpfung der Gewalt gegen Frauen an. Der Austritt trat zur Jahresmitte (30.6./1.7.) in Kraft.
Am 9. Juli 2021 stimmte das türkische Parlament mehrheitlich einer Gesetzesänderung zu: Nun müssen konkrete Beweise für eine Tat als Vorbedingung vorliegen, bevor ein mutmaßlicher Täter verhaftet werden kann. Bis dato hatte ein dringender Tatverdacht für eine Verhaftung ausgereicht.
Die Plattform „Wir werden Frauenmorde stoppen“ hat 409 im Jahr 2020 bekannt gewordene Femizide dokumentiert und in den ersten fünf Monaten des Jahres 2021 189 Femizide.
2021 trat die Türkei aus der 2011 vereinbarten Istanbul-Konvention aus, auf Beschluss von Staatspräsident Erdoğan, der sie 2011 eigenhändig unterzeichnet hatte. Dies ermutigt Täter, Gewalt gegen Frauen auszuüben. Die niedrigste Anzahl, nämlich 121 Femizide, gab es 2011. In den ersten zehn Monaten des Jahres 2024 wurden 296 Femizide begangen. Auch sexuelle Straftaten sind eskaliert. 2023 gab es über 193.000 angezeigte Fälle von „Verstößen gegen die sexuelle Integrität“, rund 60 Prozent mehr als im Vorjahr.

### In Brasilien
In Brasilien wurden im Jahr 2022 etwa 1400 Femizide registriert, 5 Prozent mehr als 2021. Dies war die höchste Zahl seit 2015. 2023 stieg die Zahl der erfassten Femizide noch weiter auf 1467. Als Reaktion auf die hohen Zahlen wurde ein neues Gesetz erarbeitet, nach dem in Zukunft Femizid einen eigenständigen Straftatbestand darstellt, für den ein erhöhtes Strafmaß von mindestens 20 Jahren bis 40 Jahren gilt.

### In El Salvador
El Salvador ist für Frauen eines der gefährlichsten Länder der Welt. Nach Zahlen von 2020 geschahen 6,5 Femizide pro 100.000 Frauen. Zwei Jahre später gehörte der Staat immer noch zu den Ländern mit den höchsten Feminzidraten in der Region (nach Honduras und der Dominikanischen Republik).

## Filme
- Aurélia Braud: Bis zum bitteren Ende (französisch: Pour le pire). Dokumentarfilm für Arte, 52 Min, Frankreich, 2020
- Femizid - Wenn Männer ihre Partnerinnen töten, Reportage von Antonella Berta für den Hessischen Rundfunk, 29 Minuten, 2020